# Giorgio III del Regno Unito
Giorgio III (Giorgio Guglielmo Federico di Hannover; Londra, 4 giugno 1738 – Windsor, 29 gennaio 1820) è stato re di Gran Bretagna e d'Irlanda dal 25 ottobre 1760 al 1º gennaio 1801 e, da quella data, sovrano del Regno Unito di Gran Bretagna e Irlanda; fu anche duca di Brunswick-Lüneburg, principe elettore di Hannover, che divenne un regno il 12 ottobre 1814, e re di Corsica dal 17 giugno 1794 al 15 ottobre 1796.
Fu il terzo sovrano in terra britannica della casa di Hannover, ma il primo a essere nato in Inghilterra e a usare l'inglese come lingua madre. Durante il suo lungo regno, il terzo per durata in tutta la storia britannica, si verificarono eventi epocali per la storia dell'Inghilterra e di tutto il Regno: l'inizio della rivoluzione industriale, la guerra d'indipendenza delle 13 colonie britanniche in America e le guerre napoleoniche. Inoltre Giorgio III fu il primo sovrano del Regno Unito, istituito con l'atto di Unione del 1800. Durante il suo regno cercò di ridimensionare in proprio favore l'influenza sul Parlamento dell'aristocrazia Whig, erede della Gloriosa rivoluzione del 1688-1689.
Nel 1765 cominciò a dare segni di squilibrio mentale che peggiorarono con il passare degli anni. Sull'origine della sua follia sono state avanzate diverse ipotesi: alcuni hanno ritenuto che potesse essere una conseguenza di una porfiria o di avvelenamento accidentale cronico. Dopo il piccolo crollo psichico del 1810 il figlio maggiore del re, Giorgio Augusto Federico, principe di Galles, governò come principe reggente dal 1811 fino alla morte del padre.

## Biografia

### L'infanzia

#### La famiglia e l'educazione

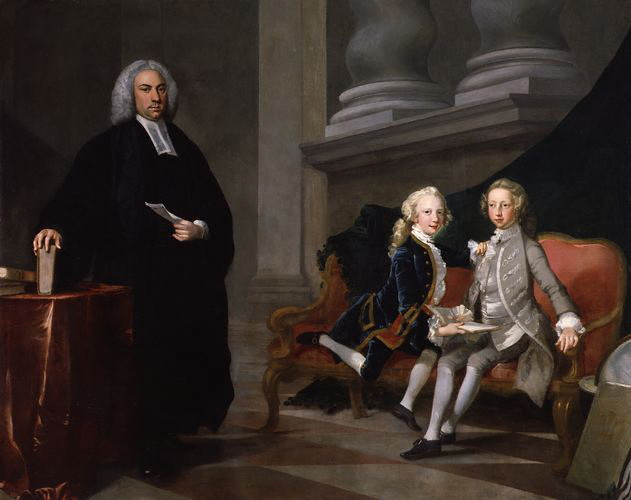
Un dipinto del 1749 che mostra Giorgio (al centro) con il fratello Edoardo, duca di York e di Albany, e il loro tutore, Francis Ayscough, poi decano della cattedrale di Bristol

Il futuro Giorgio III nacque a Norfolk House a Londra il 4 giugno 1738, primo figlio maschio del principe di Galles Federico di Hannover e di Augusta di Sassonia-Gotha-Altenburg. Poiché il principe Giorgio nacque prematuramente, nel timore che non sopravvivesse fu battezzato lo stesso giorno dal vescovo di Oxford Thomas Secker. Fu poi di nuovo battezzato pubblicamente a Norfolk House il 4 luglio 1738 dallo stesso prelato, e suoi padrini furono il re di Svezia, il duca di Sassonia-Gotha e la regina di Prussia. La famiglia in cui Giorgio venne al mondo non era delle più felici: il nonno, re Giorgio II, e il padre, principe di Galles, non erano in buoni rapporti, a causa delle diverse personalità e dei ruoli politici che assunsero nella vita britannica.
Al contrario il futuro Giorgio III ebbe un profondo rapporto con il padre Federico, il quale si dimostrava molto liberale nei confronti dei figli, spingendoli a sviluppare le loro inclinazioni naturali. Prova di questa libertà pedagogica fu il permesso accordato dai genitori di fare partecipare i figli come attori alle recite teatrali che si tenevano a Leicester House. Nonostante la libertà concessa dai genitori, i figli della coppia furono educati con un preciso programma di studio elaborato dal matematico George Lewis Scott, loro precettore. Il futuro sovrano britannico fu educato secondo rigidi principi anglicani e ricevette un'ottima formazione umanistica (latino, greco e letteratura), linguistica e scientifica, distinguendosi per capacità d'apprendimento e ingegno. Tra le sue passioni vi era anche l'astronomia, tanto da avere anche da monarca un osservatorio privato.

#### Erede al trono

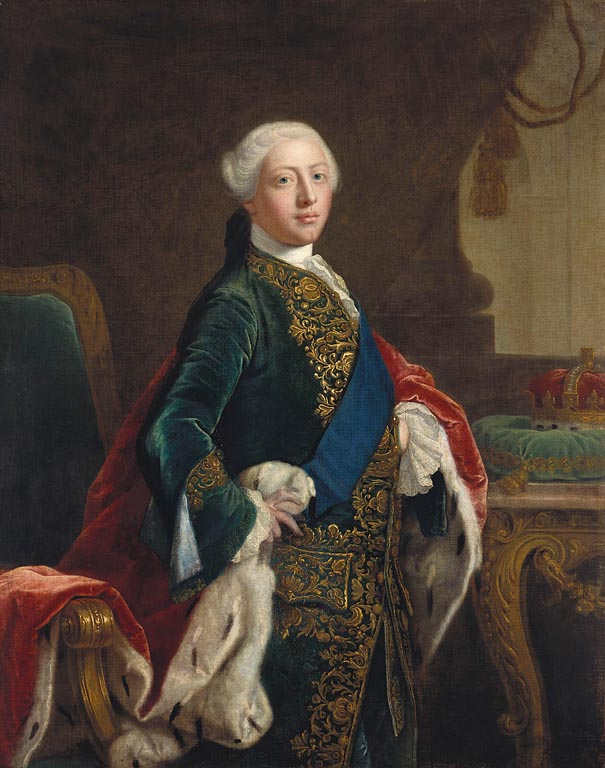
Giorgio, Principe di Galles, in un ritratto della metà del XVIII secolo

Il 1751 fu un anno molto doloroso per Giorgio: il padre Federico, dopo poche settimane d'agonia, morì nel mese di marzo per un'infezione al ginocchio, contratta in seguito a un incidente mentre si divertiva giocando a tennis. In seguito alla morte del principe di Galles, Giorgio II decise di interessarsi a quel nipote cui non aveva mai prestato particolare attenzione, nominandolo prima duca di Edimburgo e poi, il 19 aprile, legittimo erede al trono con il titolo di principe di Galles. Il dodicenne Giorgio fu separato dalla madre e si trasferì, per qualche tempo, a Kensington Palace presso il nonno e, sempre nel medesimo anno, fu affidato a un nuovo gruppo di precettori: il Whig Lord Harcourt fu nominato suo governante, affiancato in questo compito da Thomas Hartyer, vescovo di Norwich.
I due nuovi precettori, non graditi al giovane erede al trono, furono sostituiti nel 1752 dal vescovo di Peterborough e, nel 1756, al momento della maggiore età di Giorgio, il sovrano nominò precettore del nipote lo scozzese tory Lord Bute, che risultò estremamente gradito al giovane principe per il carattere affabile e la cordialità. In questi anni il sovrano cercò di separare Giorgio dalla madre, in quanto temeva che il giovane potesse essere influenzato dalla nuora che era sempre rimasta ostile nei confronti dell'anziano suocero. Il principe di Galles, tuttavia, rifiutò le offerte del nonno di trasferirsi in una diversa residenza, in quanto non voleva rattristare la madre.
Sempre in questi anni nacque un pettegolezzo riguardo alla vita del principe Giorgio, rinomato per la sua serietà e per la sua profonda religiosità: il legame sentimentale che lo unì a una quacchera, Hannah Lightfoot (1730-1759), con la quale avrebbe, secondo alcune voci, in segreto contratto matrimonio e avuto vari figli. La relazione con il principe, però, non è confortata da alcuna fonte cartacea, rendendo così aleatoria la presunta relazione con Lightfoot.

### Il regno (1760-1820)

#### Ascesa al trono e matrimonio
Alla morte del nonno Giorgio II, avvenuta il 25 ottobre 1760, Giorgio divenne contemporaneamente re di Gran Bretagna e re d'Irlanda. Per rassicurare il popolo della sua "matrice" britannica prese le distanze dalle sue origini tedesche; nel primo discorso al Parlamento dichiarò: «Nato e cresciuto in questo paese mi vanto di essere un britannico».
Essendo un re doveva sposare una donna di sangue reale e si innamorò della bellissima Sarah Lennox, figlia di Charles Lennox, II duca di Richmond e discendente diretta del re Carlo II d'Inghilterra. Ma la madre, consigliata da Lord Bute, non approvò la sua scelta, temendo che il forte carattere della donna lo plagiasse, sottraendolo alla sua influenza. Alla fine fu combinato il matrimonio con la diciassettenne duchessa Sofia Carlotta di Meclemburgo-Strelitz, che sbarcò in Inghilterra pochi giorni prima del matrimonio. Durante il primo incontro Giorgio, che non l'aveva mai vista prima, si dimostrò palesemente deluso dalla giovane, ma in seguito imparò ad amarla. Il matrimonio, celebrato il 7 settembre 1761 dall'arcivescovo di Canterbury Thomas Secker, durò più di cinquant'anni e, al contrario di altri governanti dell'epoca, Giorgio III non ebbe mai un'amante, divenendo in tal modo il simbolo nazionale della virtù domestica.

#### Primi anni di regno (1760-1775)

##### Premesse

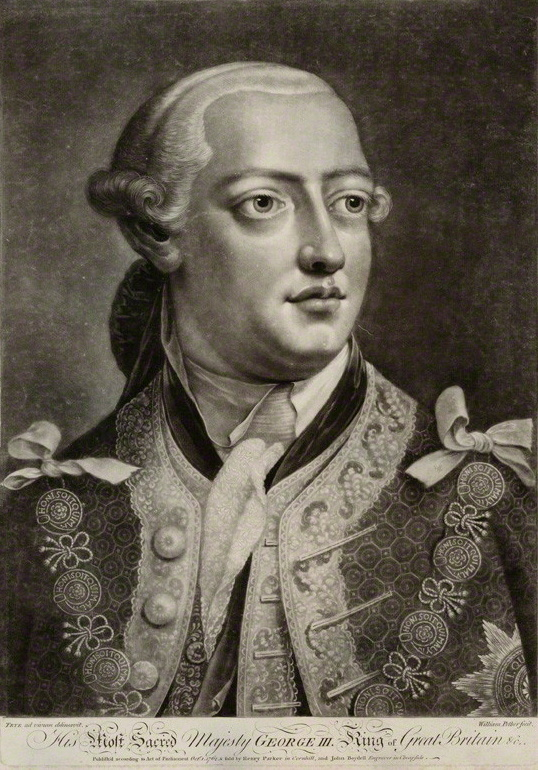
Mezzotinto di Giorgio III del 1762, da un dipinto di Thomas Frye

Anche se la sua ascesa al trono era stata in un primo tempo osannata dalla maggior parte dei capi partito della nazione i primi anni del suo regno furono contraddistinti da un'instabilità politica notevole, soprattutto per le critiche rivoltegli a causa della partecipazione alla guerra dei sette anni che, cominciata nel 1756, era ancora in corso. Fu accusato di favorire il gruppo dei Tories, che consideravano il potere del monarca superiore a quello del Parlamento, e fu per questo considerato un autocrate dai Whig, che invece affermavano la superiorità parlamentare. Con la sua ascesa al trono affidò la gestione del patrimonio immobiliare reale al Parlamento, ottenendo in cambio i finanziamenti per coprire tutte le spese della casa reale e del governo, finanziamenti che sino ad allora avevano un tetto massimo di spesa annua. I debiti che accumulò durante il suo regno ammontarono a oltre 3 000 000 di sterline e al loro pagamento provvedette quindi il Parlamento.

##### Governo Bute e conclusione della Guerra dei sette anni (1762-1763)

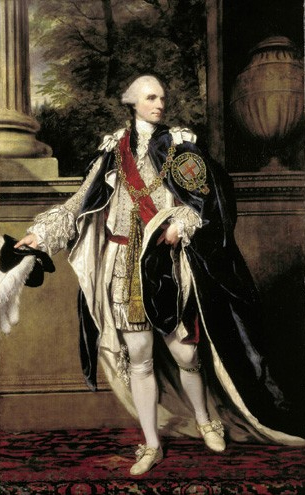
Joshua Reynolds, Ritratto di John Stuart, terzo conte di Bute, 1773, olio su tela, National Portrait Gallery, Londra. Il conte di Bute fu una figura fondamentale per la giovinezza e i primi anni di regno di Giorgio III, sia per il suo ruolo di tutore, sia per avere rivestito la carica di Primo Ministro.

Nel maggio del 1762 il governo del Whig Thomas Pelham-Holles, I Duca di Newcastle fu rimpiazzato da quello del Tory scozzese Lord Bute, il suo ex tutore. Gli oppositori di Bute tentarono di screditarlo sia con pesanti dichiarazioni che coinvolsero la famiglia reale, sostenendo che il Lord avesse una relazione con la madre del re, sia facendo leva sui tradizionali pregiudizi degli inglesi nei confronti degli scozzesi. John Wilkes, un membro del Parlamento, pubblicò The North Briton, un pamphlet provocatorio e diffamatorio nella sua condanna di Bute e del governo. Wilkes fu denunciato per il suo articolo ma vinse la causa, e il tentativo di criminalizzarlo fu visto come un attentato alla libertà di stampa.
In seguito, dopo una sua pubblicazione ritenuta oscena, Wilkes fu espulso dal Parlamento e fuggì in esilio in Francia per scampare alla punizione; al processo fu condannato in contumacia per blasfemia e oscenità. Grazie alla strategia del grande politico Whig William Pitt il Vecchio, la guerra dei sette anni si era vittoriosamente conclusa con la conquista del Québec a danno dei francesi, che erano stati sconfitti anche sul fronte europeo del conflitto. Con tale successo la corona britannica si assicurò l'egemonia coloniale in Nord America e in India.

##### Governo Grenville e primi dissidi con le Tredici colonie americane (1763-1765)
L'8 aprile 1763, dopo la conclusione del Trattato di Parigi che pose fine alla guerra, Lord Bute diede le dimissioni, permettendo ai Whig di George Grenville di tornare al potere. Nello stesso anno fu emanato il proclama reale del 1763 che pose un limite all'espansione verso ovest delle colonie britanniche in America settentrionale. Il proclama intendeva spingere i coloni a negoziare la pace con i nativi americani, riducendo i costi delle guerre di frontiera, ma in realtà contribuì ad aumentare i motivi di contrasto tra gli stessi coloni (sempre in cerca di nuove terre per l'espansione agricola) e il governo della madrepatria britannica. Le tasse a loro carico erano molto basse e il governo non poteva permettersi le grandi spese relative alla difesa di quei territori dalle rivolte degli indigeni e dalle possibili incursioni dei francesi. Inoltre la guerra dei sette anni aveva causato un deficit enorme nel bilancio, cosa che costrinse Lord Grenville a imporre una tassazione nei confronti delle Tredici colonie, che fino a quell'epoca godevano un'ampia autonomia politica ed economica.

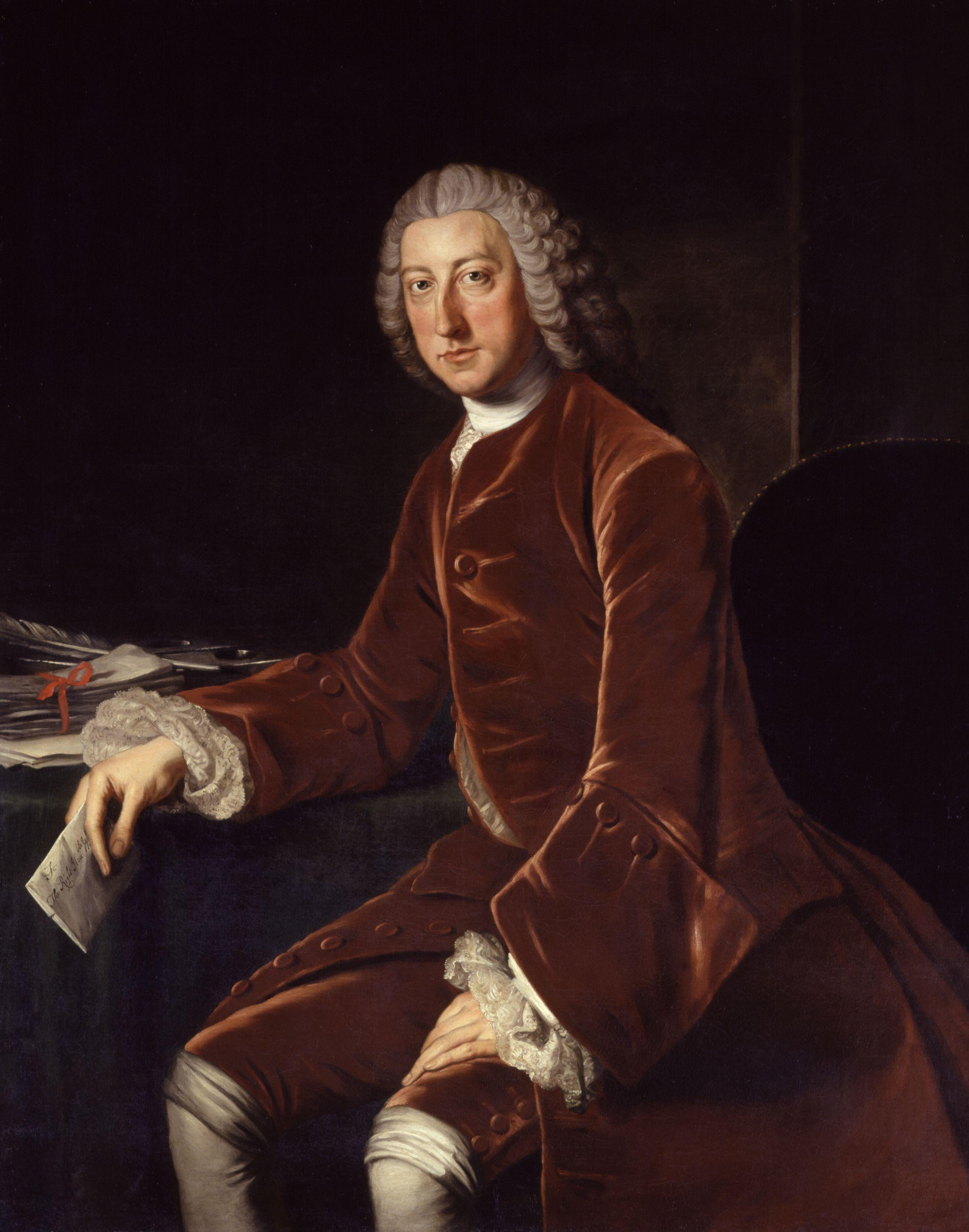
William Hoare, Ritratto di William Pitt primo conte di Catham. detto il Vecchio, 1754, olio su tela, National Gallery, Londra. Energico uomo politico, fu l'artefice della riscossa britannica nel Nord America durante la guerra dei sette anni (1756-1763).

Nell'aprile 1764, pertanto, Grenville introdusse prima lo Sugar Act, decreto che stabiliva un dimezzamento della tassazione sull'importazione di melassa da sei a tre pence per gallone ma estendeva tale tassazione anche ad altri prodotti prima esenti; dopo, nel 1765, lo Stamp Act, un decreto che stabiliva una tassa di bollo su ogni documento delle colonie americane, tassa che si estendeva anche ai giornali. Le nuove imposte scatenarono una reazione tumultuosa tra i coloni soprattutto nei loro giornali che, venendo colpiti direttamente dai suoi effetti, promossero una violenta propaganda antigovernativa, promuovendo il concetto che non si poteva imporre loro nuove leggi senza un rappresentante nel Parlamento di Londra. Il governo fu travolto e il re, ormai stanco di sottostare allo strapotere di Grenville, tentò invano di convincere l'esperto William Pitt il Vecchio ad accettare l'incarico di primo ministro. Dopo una breve malattia avvenuta nella primavera del 1765, primo sintomo dei gravi problemi che avrebbe avuto in seguito, Giorgio III affidò il governo a Charles Watson-Wentworth, II marchese di Rockingham, obbligando Grenville a dimettersi.

##### Da Rockingham all'avvento di North (1765-1770)
Tutto l'anno durante il quale Lord Rockingham governò fu dedicato al tentativo di sedare gli infuriati animi dei coloni americani. Con l'appoggio di Pitt e del re, Rockingham annullò lo Stamp Act di Grenville tramite il Declaratory Act nel febbraio del 1766, con cui si riaffermava però la piena dipendenza delle colonie da Londra in materia legislativa. Questo decreto da una parte accontentava i coloni, ma era concepito in modo tale che lasciava trasparire la possibilità di imporre nuove tasse. Si crearono quindi malumori e le critiche furono tali che il suo governo si indebolì e venne rimpiazzato nel 1766 da un altro esecutivo, retto dallo stesso Pitt, che Giorgio III nominò Conte di Chatham. Durante il breve governo di Pitt (questi si ammalò nel 1767 e, pertanto, si ritirò a vita privata) il cancelliere dello scacchiere Charles Townshend fece emanare una serie di leggi (i cosiddetti Townshend Acts) che limitavano il commercio delle colonie, imponendo pesanti dazi doganali sui prodotti che vi venivano importati quali tè, vetro, carta e vernice. I provvedimenti legislativi londinesi suscitarono una vastissima indignazione nell'opinione pubblica americana, che trovò il suo portavoce, in occasione dell'assemblea del Massachusetts, in Samuel Adams, che coniò la celebre espressione no taxation without representation ("nessuna tassazione senza rappresentanza").

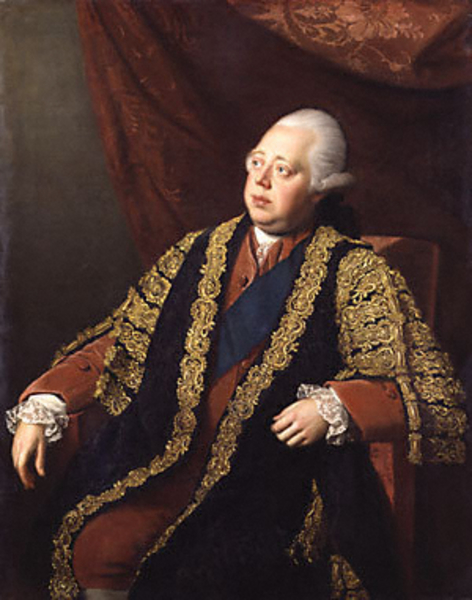
Nathaniel Dance-Holland, Ritratto di Lord North, 1773-1774, olio su tela. Il lungo governo di North (1770-1782) vide l'intensificarsi della politica fiscale contro le tredici colonie, ponendo le basi così per la guerra d'indipendenza americana.

Il successore di Chatham, Augustus Henry FitzRoy, III duca di Grafton prese le redini del governo, anche se non divenne Primo ministro sino al 1768, anno in cui Catham lasciò definitivamente l'incarico. Quell'anno John Wilkes fece ritorno in Inghilterra presentandosi come candidato e vincendo le elezioni nella circoscrizione del Middlesex, ma fu nuovamente espulso dal parlamento. Wilkes venne rieletto e riespulso altre due volte prima che la Camera dei Comuni si risolvesse a dichiarare la sua candidatura non valida, dichiarando vincitore il suo avversario principale Henry Luttrell, II Conte di Carhampton. Il governo di Grafton fu travolto dalle critiche riguardanti la sua politica estera e cadde sul finire del gennaio del 1770, permettendo ai Tories di Frederick North, Lord North di tornare al potere.

##### North e lo scoppio della guerra (1770-1775)
Anche il governo di Lord North fu orientato soprattutto a sradicare il crescente malcontento in America. Per ingraziarsi i coloni furono tolte tutte le tasse e fu lasciata solo quella sul tè a titolo simbolico. Ma gli animi americani erano ormai in ebollizione e, il 16 dicembre 1773, le navi cariche di tè ormeggiate nel porto di Boston furono occupate dai coloni che, saliti a bordo camuffati da nativi americani, gettarono in mare tutto il carico: tale evento passò alla storia con il nome di Boston Tea Party. In Gran Bretagna l'opinione pubblica si scagliò subito contro questo gesto. Con il totale appoggio del parlamento, Lord North introdusse severe misure repressive con il decreto chiamato Intolerable Acts: il porto di Boston, nel marzo del 1774, fu chiuso e la costituzione del Massachusetts venne cambiata, per cui i rappresentanti della Camera dei Lord, anziché essere eletti dalla Camera dei Comuni, sarebbero stati scelti direttamente dal sovrano. Inoltre, si riformò la giustizia in chiave centralistica, a discapito dell'autonomia giudiziaria di cui avevano goduto le colonie fin dalla loro fondazione. I provvedimenti attuati spinsero i rappresentanti dei coloni a riunirsi a Filadelfia nel primo congresso continentale (settembre-ottobre 1774), in cui si respinsero gli ultimi provvedimenti legislativi e si riaffermò il principio del no taxation without representation. Dopo il rifiuto del re di accondiscendere alle richieste dell'assemblea legislativa coloniale i coloni diedero vita al secondo congresso continentale (maggio-agosto 1775), durante il quale si procedette alla formazione di un esercito coloniale guidato dal generale virginiano George Washington e fu stabilita una rete di contatti diplomatici con la Francia. Era l'inizio della guerra.

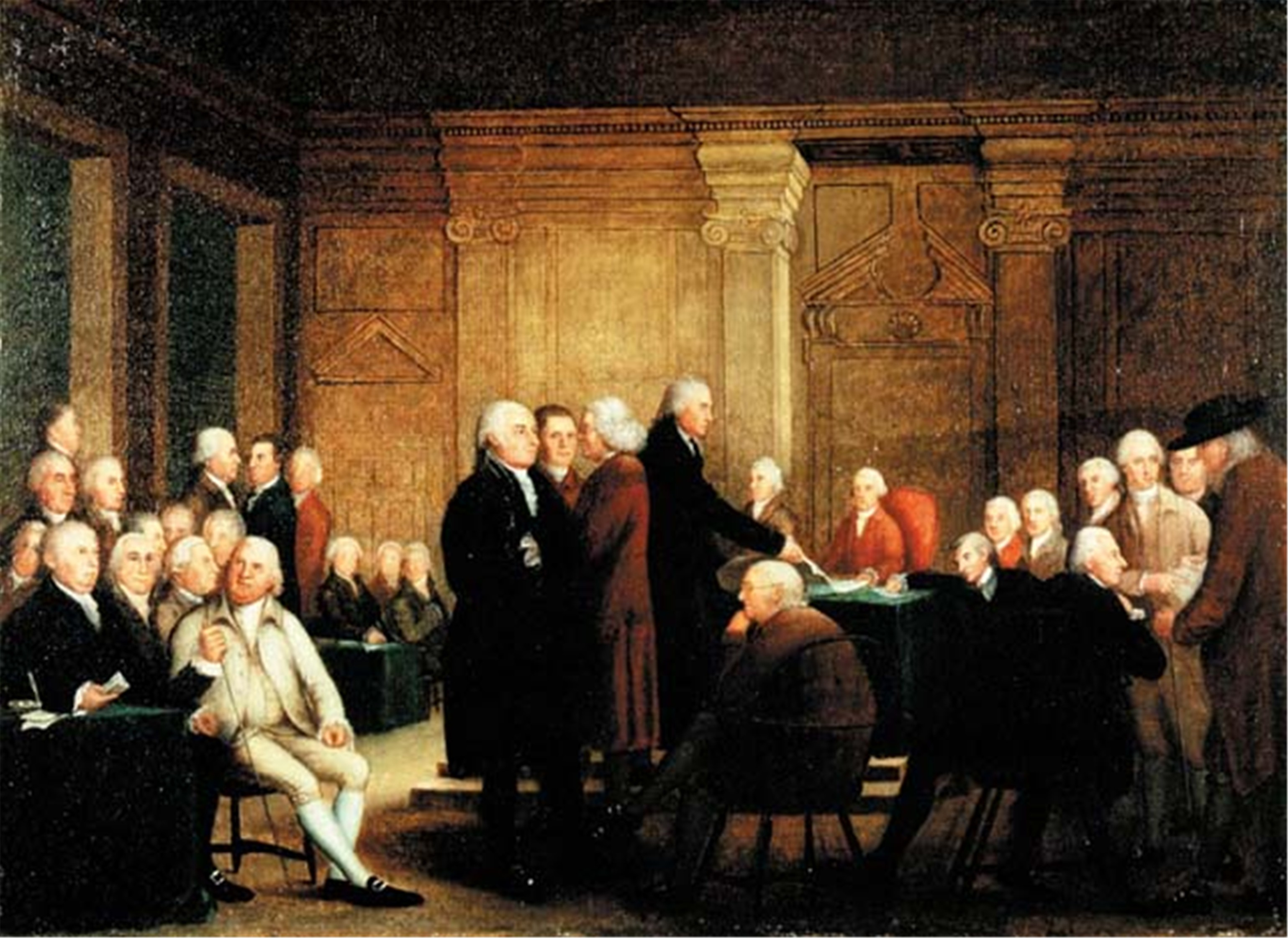
Robert Edge Pine e Edward Savage, Il congresso vota per l'indipendenza, olio su tela, 1784-1801

#### La Rivoluzione americana (1775-1783)
I primi scontri armati tra le milizie britanniche, guidate da Thomas Gage e gruppi armati di coloni del Massachusetts avvennero nell'aprile del 1775. Dopo un anno di combattimenti, le colonie proclamarono la loro autonomia con la Dichiarazione d'indipendenza degli Stati Uniti d'America il 4 luglio 1776. La lunga lista delle accuse rivolte a Giorgio III fu preceduta da un preambolo in cui si dichiara il re quale "tiranno":
(Dichiarazione di indipendenza)

Mappa delle Tredici colonie nel 1775, prima dell'inizio degli scontri tra americani e britannici

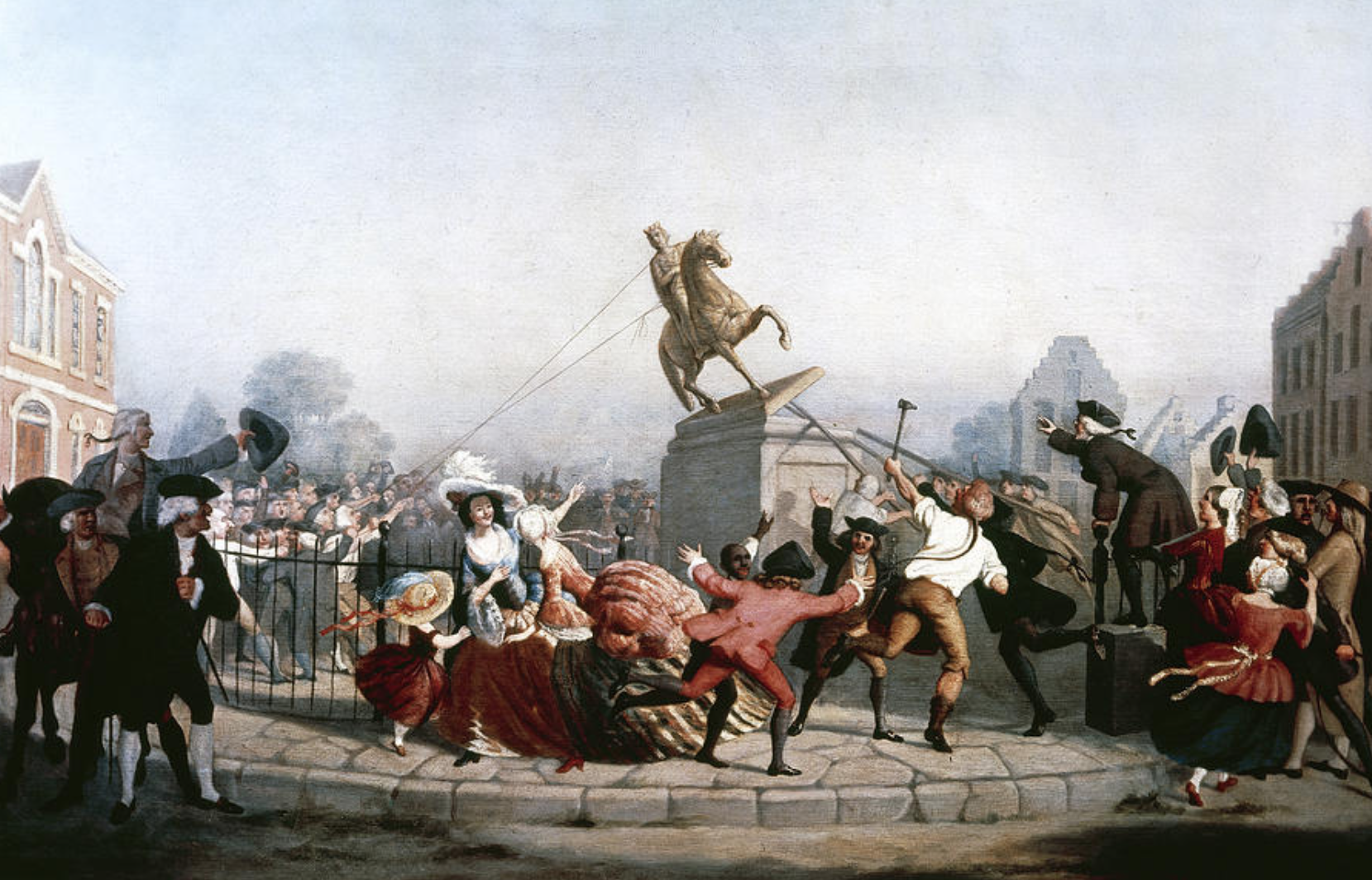
L'abbattimento della statua equestre di Giorgio III a Bowling Green a New York nel 1776.

La reazione militare britannica alla dichiarazione non si fece aspettare: dopo una fase iniziale favorevole alle armate britanniche (1775-1776), durante la quale gli inglesi conquistarono New York e invasero il territorio fino al Delaware, si ebbe poi un rovesciamento delle sorti della guerra, grazie all'azione del generale George Washington, che il 25 dicembre 1776 batté a Trenton gli inglesi. La prima grande sconfitta britannica, però, fu quella subita nella battaglia di Saratoga (17 ottobre 1777), nei pressi di New York: il generale britannico John Burgoyne, che aveva cercato di aiutare l'esercito impegnato nelle colonie aggirando gli americani con una controffensiva dal Canada, fu costretto ad arrendersi per mancanza di vettovaglie e a causa della guerriglia messa in atto.
Giorgio III viene tuttora, da certa storiografia, accusato di ostinazione nel volere proseguire la guerra in America, malgrado l'opinione contraria dei suoi ministri. Nelle parole dell'autore vittoriano George Otto Trevelyan, il re «era determinato a non riconoscere l'indipendenza degli Americani, e sosteneva di dovere punire la loro ribellione con il prolungamento all'infinito di una guerra che prometteva di essere eterna». Alcuni storici recenti si trovano concordi nell'affermare che nessuno dei monarchi di quel tempo avrebbe rinunciato tanto facilmente alla perdita di un tale territorio e alle risorse che da esso derivavano. Dopo Saratoga, il Parlamento e la popolazione britannica erano entrambi favorevoli alla prosecuzione della guerra e il reclutamento di nuovi soldati fu imponente.
Con il fallimento delle operazioni americane Lord North chiese di trasferire i poteri a Lord Chatham, che reputava maggiormente capace, ma Giorgio III si rifiutò di approvare tale scelta, suggerendo che Chatham prestasse invece servizio come ministro nel suo governo. Chatham si rifiutò di cooperare e morì poco dopo, l'11 maggio 1778. Nello stesso anno, la Gran Bretagna dichiarò guerra alla Francia (sua principale nemica) quando essa siglò un trattato di alleanza con gli americani, e nel 1779 entrò in guerra anche contro la Spagna. George Leveson-Gower, II conte di Granville e Thomas Thynne, I marchese di Bath diedero entrambi le dimissioni dal governo, spingendo Lord North a chiedere nuovamente di essere sollevato dall'incarico, ma l'insistenza di Giorgio III lo convinse a rimanere. Ci furono proteste da parte della popolazione contro i crescenti costi della guerra ed a Londra scoppiarono alcune rivolte.
Mentre la politica britannica versava in difficoltà a causa dell'esaurimento delle energie del governo North la guerra, grazie anche agli aiuti sostanziosi dei francesi, volse progressivamente a favore dei coloni: dopo la fine delle operazioni nelle colonie del nord, la guerra si spostò progressivamente a sud, nella Carolina del Sud e in Virginia. La conclusione delle operazioni belliche giunse il 19 ottobre 1781, quando arrivò la notizia che il contingente del generale Lord Cornwallis aveva dovuto arrendersi all'assedio di Yorktown, accerchiato dalla flotta francese e dall'esercito di Washington. La reazione, sul piano politico, non si fece attendere: Lord North perse l'appoggio del Parlamento e l'anno successivo si dimise. Alla fine il re si risolse a dovere accettare la sconfitta e autorizzò i negoziati di pace: la pace di Parigi, che venne siglata nel 1783, stabilì che l'Inghilterra riconoscesse ufficialmente l'indipendenza degli Stati Uniti d'America e che cedesse la Florida alla Spagna. Quando l'americano John Adams venne scelto come primo ambasciatore statunitense in Gran Bretagna nel 1785, Giorgio III si era rassegnato ad accettare di intrattenere relazioni con il nuovo Stato sorto nelle sue ex colonie.

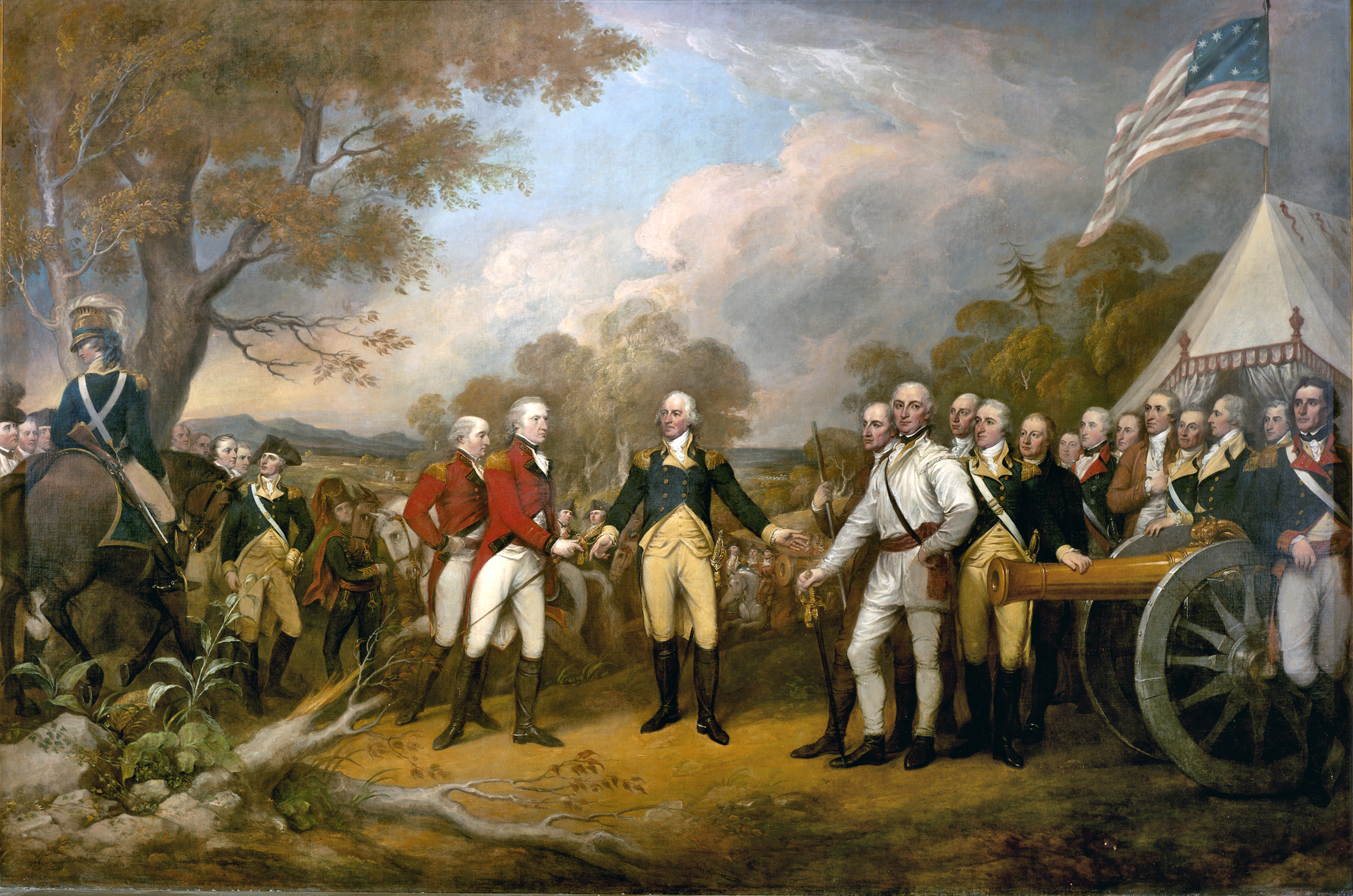
La resa del generale John Burgoyne dopo la battaglia di Saratoga, uno degli episodi di maggior rilievo della guerra d'indipendenza americana

#### L'emergere di Pitt e Fox. I primi dissapori con il figlio Giorgio
Con il collasso del governo di Lord North nel 1782 il Whig Lord Rockingham divenne primo ministro per la seconda volta, ma morì dopo pochi mesi di governo, il 1º luglio 1782. Il re quindi nominò William Petty, II conte di Shelburne a rimpiazzarlo. Charles James Fox, il principale esponente dei Whig, si rifiutò di collaborare con Shelburne, e propose la nomina di William Henry Cavendish-Bentinck, III duca di Portland. Nel 1783 la Camera dei Comuni forzò Lord Shelburne a dimettersi dal suo incarico, promuovendo la coalizione Fox (Whig) - North (Tory). Il duca di Portland divenne quindi primo ministro, con Fox e Lord North rispettivamente nelle cariche di ministro degli Esteri e ministro dell'Interno, nomine che Giorgio III non gradiva affatto. Se North era il responsabile dello scoppio della guerra con le colonie, il re odiava Fox intensamente sia per la sua condotta politica, sia per il suo carattere. Pensava inoltre che avesse una cattiva influenza su suo figlio, Giorgio, principe di Galles, i cui rapporti con il padre si stavano già velocemente deteriorando a causa della sua condotta privata (essendo molto più serio del figlio, Giorgio III non approvava il fatto che passasse il tempo dietro a decine di amanti e a indebitarsi), per le aperte simpatie nei confronti di Fox e delle sue proposte politiche.
Nonostante l'avversione Giorgio III sostenne l'operato del duca di Portland, il quale costituì presto una solida maggioranza alla Camera dei Comuni. Fu ancora più contrariato quando successivamente il governo presentò un decreto riguardante il governo dell'India, con cui trasferiva il potere politico dalla compagnia britannica delle Indie orientali, nella quale Giorgio aveva profuso ricchezze e impegno personale, a una commissione parlamentare i cui componenti erano alleati di Fox. Immediatamente Giorgio III autorizzò George Nugent-Temple-Grenville, I marchese di Buckingham ad informare la Camera dei Lord che egli avrebbe punito severamente quanti avessero votato a favore. La Camera superiore bocciò il decreto e tre giorni più tardi il duca di Portland rassegnò le dimissioni. Il 17 dicembre 1783 il Parlamento votò a favore di una mozione che condannava l'ingerenza del monarca nelle votazioni parlamentari come "alto crimine" e Lord Temple fu costretto a dimettersi. William Pitt il Giovane, figlio dell'omonimo ex premier e già membro del governo di Temple, venne nominato appena ventiquattrenne Primo ministro il 19 dicembre da parte del sovrano e, nelle successive elezioni del 1784, l'elettorato britannico diede nuovamente a Pitt il mandato, mentre Fox subì una clamorosa sconfitta.

#### Il governo di William Pitt (1783-1801)

##### La popolarità di Giorgio III

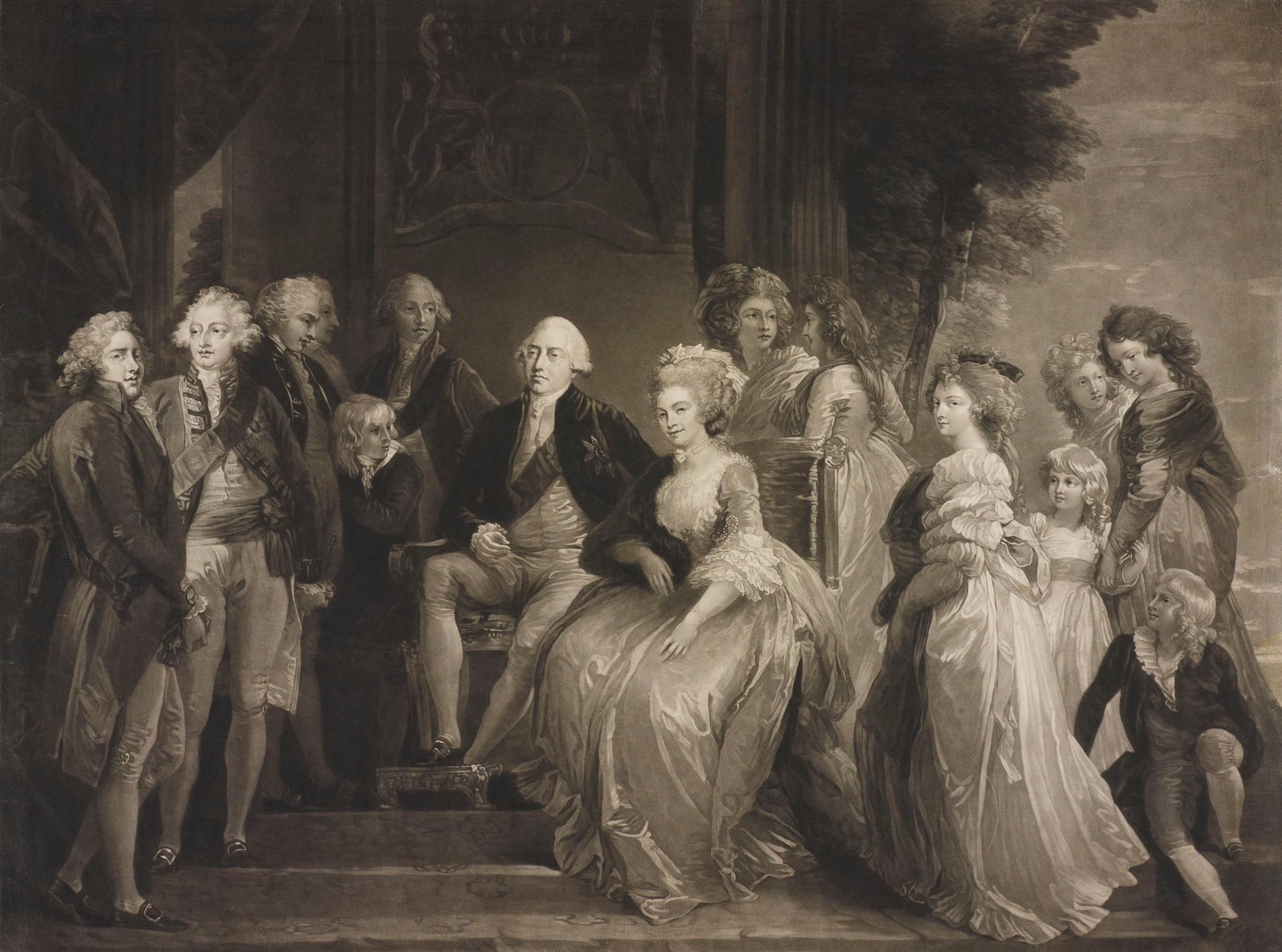
John Murphy, Giorgio III insieme alla Regina Carlotta con i loro tredici figli, 1794, mezzatinta, Royal Collection

Per Giorgio III la nomina di Pitt a primo ministro rappresentava una grande vittoria: gli diede la conferma di essere capace di nominare i primi ministri sulla base della propria interpretazione dell'umore popolare, senza avere bisogno di seguire le scelte della maggioranza della Camera dei Comuni. Giorgio III sostenne la politica del governo di Pitt, basata sul risanamento del bilancio dopo l'infelice guerra contro le colonie e sul mantenimento dell'attuale sistema sociale e politico quale base per la sicurezza interna, e nominò un gran numero di Pari, incrementando i suoi sostenitori alla Camera dei Lord. Durante e dopo il governo di Pitt, Giorgio III fu estremamente popolare nel Paese. Il popolo lo ammirava anche per la sua religiosità e per la sua fedeltà coniugale: era il primo re d'Inghilterra ad essere fedele alla moglie, la regina Carlotta, e ciò rese ancor più prestigiosa l'immagine della monarchia. Fu duramente colpito dalla morte di due dei suoi figli nell'infanzia, nel 1782 (Alfredo) e nel 1783 (Ottavio). Soprattutto la perdita di Ottavio lo prostrò, portandolo a dichiarazioni come: «Ogni mattina, quando mi sveglio, vorrei avere ottanta, novanta anni, oppure essere morto».

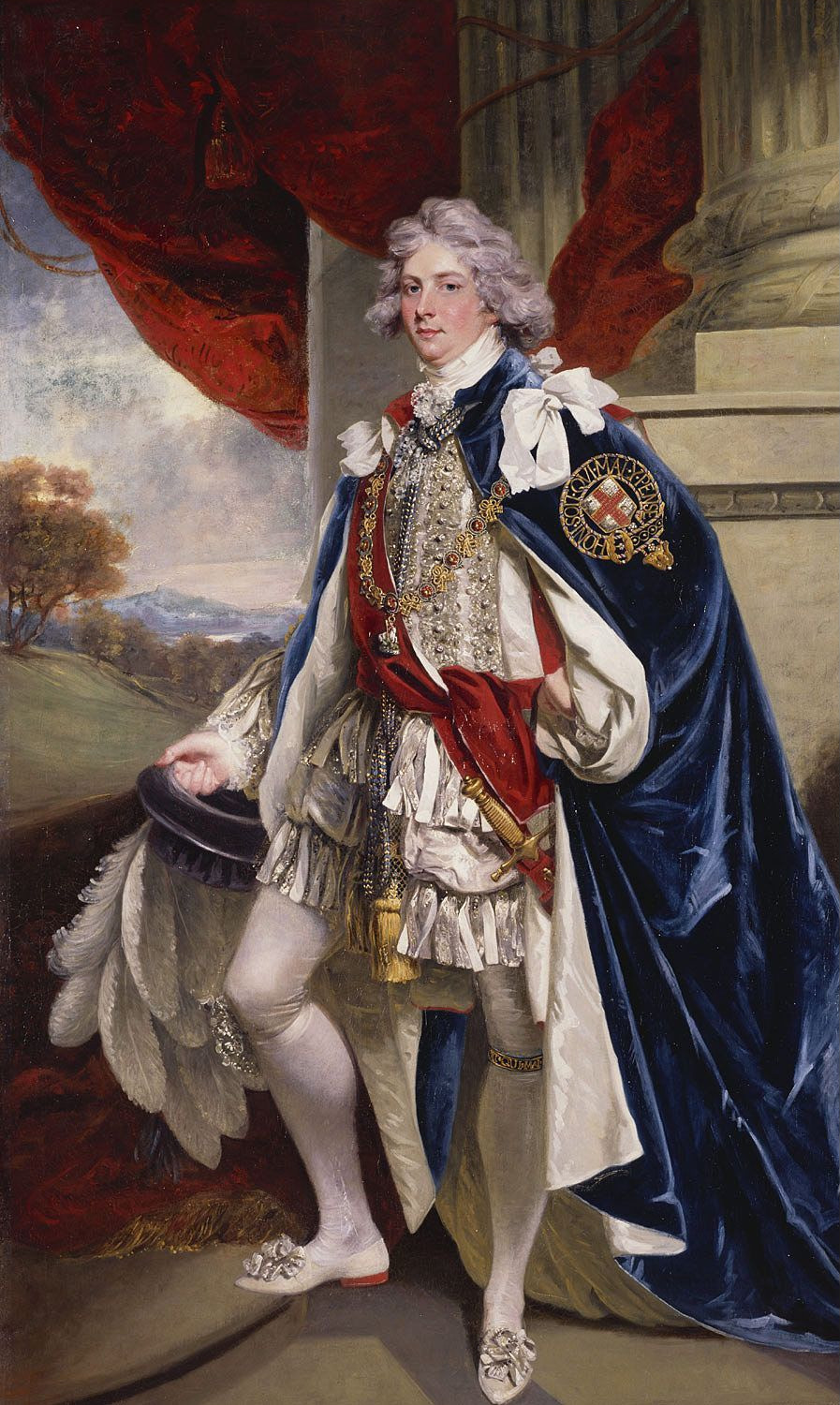
John Hoppner, Giorgio, Principe di Galles, olio su tela, 1790-96, Royal Collection, Londra. I rapporti fra Giorgio III e suo figlio furono contrassegnati da una serie di scontri e dissidi.

#### La crisi mentale del 1789
La salute di Giorgio III andava a quell'epoca deteriorandosi. Egli soffriva di problemi mentali, che studi abbastanza recenti ritengono forse riconducibili alla porfiria, una malattia ereditaria. Dopo una prima crisi passeggera nel 1765 ebbe una gravissima ricaduta nell'estate del 1788, che afflisse il sovrano fino agli inizi della primavera dell'anno successivo. Alla fine della sessione parlamentare si recò nella città termale di Cheltenham per rimettersi in salute, ma le sue condizioni andarono peggiorando. Nel novembre di quello stesso anno il suo stato mentale era seriamente compromesso e le memorie dell'epoca raccontano come egli passasse ore ed ore a parlare senza pause, il che gli causava anche gravi problemi alla voce. I trattamenti medici dell'epoca erano ancora rudimentali e il suo staff medico, che includeva tra gli altri il celebre Francis Willis, tentò attraverso salassi di asportarne gli "umori maligni". In parlamento si aprì la causa per una possibile reggenza da affidare al primogenito di Giorgio, l'omonimo principe di Galles. Fox e Pitt furono concordi nel riconoscere che spettava al figlio di Giorgio l'incarico di reggente ma Pitt, temendo di venire dimesso dall'incarico, propose di limitarne l'autorità. Ne nacque una disputa con Fox che, forte della sua influenza sul giovane, intendeva affidargli pieni poteri. Nel febbraio del 1789, il Decreto di Reggenza che nominava il principe fu approvato dalla Camera dei Comuni ma, poco prima di passare al vaglio della Camera dei Lord, il re si riprese. Con il ritorno alla normalità la sua popolarità e quella di Pitt continuarono a crescere a spese di Fox e del principe del Galles. L'umano e commiserevole trattamento che riservò ai due pazzi che lo assalirono, Margaret Nicholson nel 1786 e John Frith nel 1790, contribuì alla sua popolarità. Un fallito tentativo di regicidio ai suoi danni ebbe luogo il 15 maggio 1800, allorché un reduce di guerra affetto da pazzia, James Hadfield, gli sparò nel Theatre Royal Drury Lane, senza però riuscire nell'intento. Giorgio apparve in quel frangente imperturbabile, a tal punto che riuscì a dormire nell'intervallo dello spettacolo.

#### Le guerre contro la Francia rivoluzionaria (1789-1801)

##### Dalla neutralità alla prima coalizione. L'antigiacobinismo di Pitt (1789-1793)

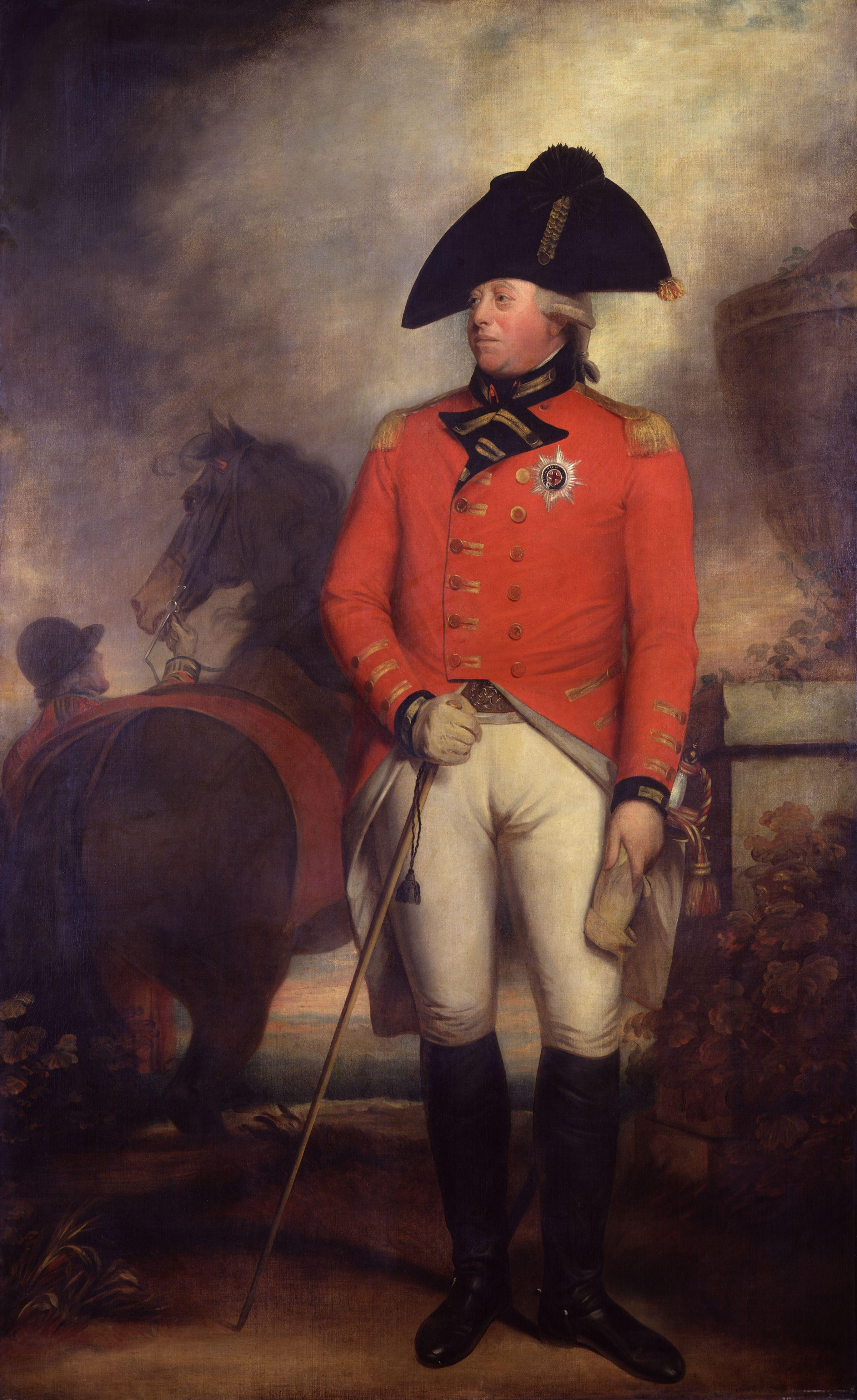
Giorgio III nel 1799/1800, in un ritratto di Sir William Beechey

La Rivoluzione francese del 1789, durante la quale la monarchia venne spodestata dal trono, con i suoi proclami di uguaglianza preoccupò notevolmente i sovrani europei, che formarono una coalizione anti-francese davanti alla minaccia costante che i rivoluzionari rappresentavano per Luigi XVI e la consorte Maria Antonietta. Il 20 aprile 1792 il governo girondino impose al sovrano francese di dichiarare guerra all'Austria di Francesco II, e di conseguenza la Prussia di Federico Guglielmo II scese in campo a fianco degli austriaci.
La Gran Bretagna, inizialmente, aveva visto con occhio favorevole lo scoppio della rivoluzione, in quanto sperava che l'instaurazione di un governo formato da liberali avrebbe spinto la nazione ad adottare una politica liberista. I politici Whig, guidati da Charles Fox, inneggiavano alla presa della Bastiglia e alla dichiarazione dei diritti dell'uomo e del cittadino quale modello di rinnovamento del sistema politico e sociale britannico. Quando però la Francia rivoluzionaria cominciò ad adottare una politica aggressiva verso i governi dell'Ancien Régime e l'istituzione monarchica stessa, oltre ad occupare il Belgio (con cui la Gran Bretagna intratteneva ottimi rapporti commerciali) e a ghigliottinare Luigi XVI il 21 gennaio 1793, il governo e la monarchia stessa ruppero i rapporti diplomatici con Parigi e l'Inghilterra si unì ad Austria e Prussia. Alla coalizione si unirono vari altri Stati tra cui l'Olanda, la Spagna, il Piemonte e l'Impero ottomano. Al fine di sostenere gli sforzi bellici, Giorgio III permise a Pitt di aumentare le tasse, di allargare il numero dei coscritti e di sospendere il diritto dell'habeas corpus per punire più celermente i simpatizzanti della Rivoluzione in terra britannica, instaurando quello che gli storici hanno definito "il regno del terrore di Pitt": furono proibite le associazioni sindacali delle Trade Unions e gli stessi Whig di Fox furono accusati di giacobinismo. I provvedimenti concessi dal sovrano al suo primo ministro (che rivestì l'incarico di ministro della guerra dal 1793 al 1801) erano dettati dallo stato in cui versava l'esercito e la flotta britannica. Se «la Gran Bretagna era impreparata, il suo esercito contava solo 45 000 uomini e appena un decimo della flotta era in grado di prendere il mare», ciò era dovuto alla necessità di mantenere sotto controllo l'esorbitante debito pubblico (130 milioni di sterline) che affliggeva la nazione fin dalla Guerra dei sette anni e che Pitt era riuscito a risanare in parte, pagando 14 milioni di sterline nel solo anno 1793.

##### Le operazioni belliche (1793-1800)

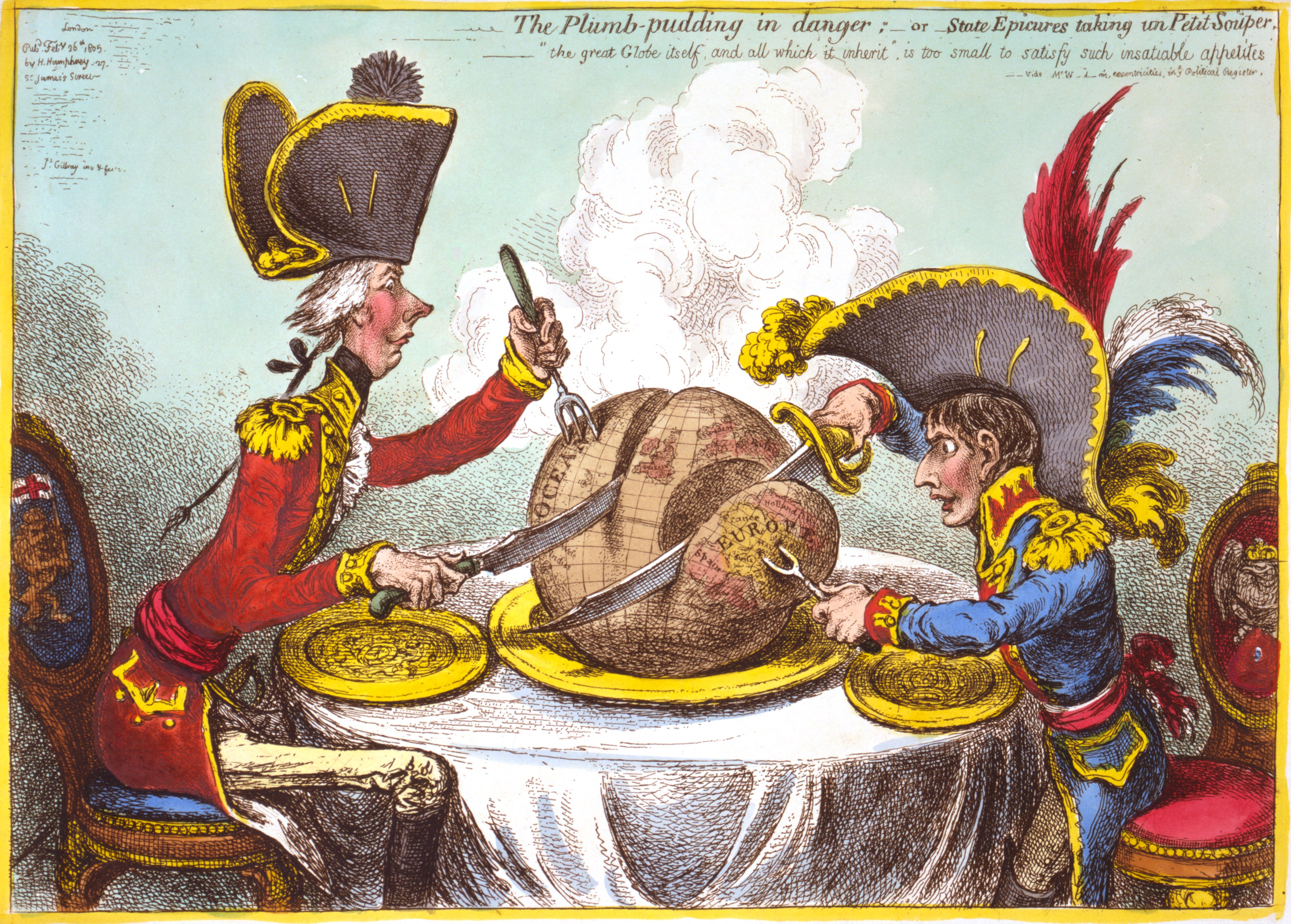
James Gillray, William Pitt e Bonaparte si spartiscono il mondo, in una vignetta satirica del 26 febbraio 1805

Grazie alle misure energiche di Pitt e alla politica economica attuata nel primo decennio del suo premierato, la flotta e l'esercito furono riorganizzati e riforniti di nuovi effettivi grazie alla leva forzata. Nell'ottobre del 1793 la flotta britannica comandata dall'ammiraglio Horatio Nelson bombardò e occupò la Corsica mettendo in fuga i francesi, ai quali l'isola era stata ceduta nel 1768 dalla Repubblica di Genova. L'anno seguente fu istituito il Regno di Corsica, un protettorato britannico di cui lo stesso Giorgio III fu nominato sovrano. Il regno ebbe vita breve: nel 1796 i francesi riuscirono a riprendersi l'isola. Nel contempo, le truppe di stanza in Gran Bretagna dovettero fronteggiare alcuni corpi di spedizione inviati per fomentare rivolte a favore della Rivoluzione: il primo si avventurò nel Pembrokeshire, regione del Galles, ma non trovò sostegno da parte della popolazione e fu per questo vinto facilmente dalle forze regolari (1797); gli altri due eserciti francesi, guidati dal generale Jean Joseph Amable Humbert, invece, sbarcarono a Killala, cittadina della regione irlandese del Mayo, trovando accoglienza da parte degli irlandesi che speravano di liberarsi così dal giogo britannico (1798). Solo dopo due settimane i francesi furono sconfitti dall'esercito britannico. I successi che la Francia ottenne nel continente sfaldarono la coalizione e nel 1795 Prussia e Spagna firmarono la pace, seguite due anni dopo dall'Austria, che firmò a Campoformio la fine delle ostilità con la cessione della Lombardia alla Francia, vincitrice sullo scenario italiano grazie al giovane generale corso Napoleone Bonaparte. Nel frattempo, la Gran Bretagna, che nelle intenzioni di Pitt doveva ottenere il dominio sui mari e finanziare gli alleati continentali, il 1º agosto 1798 ottenne l'importante vittoria ad Aboukir, località sita alle foci del Nilo, durante la quale la flotta inglese, guidata da Nelson, distrusse quella francese.

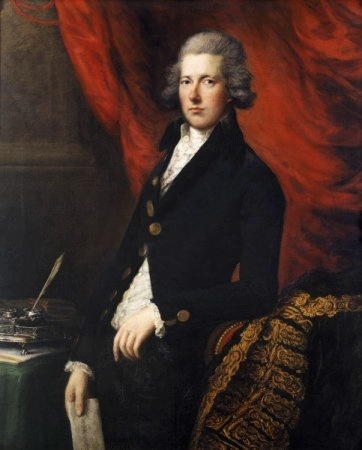
Gainsborough Dupoint, William Pitt, olio su tela, 1788, Burrell Collection, Glasgow. William Pitt il Giovane fu uno dei più importanti statisti della storia della Gran Bretagna, sotto la cui guida oculata la nazione riassestò le proprie finanze dopo la guerra d'indipendenza americana e fronteggiò con successo la minaccia napoleonica.

##### Il Regno Unito di Gran Bretagna e Irlanda e la caduta di Pitt (1801)
Il periodo di tregua che intercorse tra la fine della prima coalizione e l'inizio della seconda (1799) consentì a Pitt di concentrarsi sull'Irlanda, dove vi erano state le sollevazioni e l'invasione del corpo francese prima ricordato. I parlamenti britannico e irlandese votarono, su proposta dello stesso Pitt, per tenere maggiormente sotto controllo gli irrequieti irlandesi cattolici, l'Act of Union con il quale, dal 1º gennaio 1801, i due Stati si univano per formare un unico regno, che prese il nome di Regno Unito di Gran Bretagna e Irlanda. Giorgio III, in questa occasione, abbandonò ufficialmente le pretese dei sovrani britannici sul trono francese, che lo reclamavano fin dall'epoca di Edoardo III. Al monarca venne suggerito di adottare addirittura il titolo di "Imperatore delle Isole Britanniche", ma egli rifiutò. In Irlanda, nel frattempo, Pitt si propose di rimuovere certe limitazioni legali di cui soffrivano i cattolici locali, ma incontrò un netto rifiuto di Giorgio III sulla questione: egli reclamò che la concessione dell'emancipazione ai cattolici andava contro il giuramento che aveva fatto al momento dell'incoronazione con cui si era impegnato a mantenere l'anglicanesimo quale religione di Stato. Constatata l'opposizione del re e dell'opinione pubblica britannica alla sua riforma religiosa, Pitt minacciò di dimettersi. Quasi allo stesso tempo, il sovrano ebbe una ricaduta della sua malattia, che lasciò insoluta la questione religiosa. Non appena re Giorgio si riprese, Pitt consegnò formalmente le sue dimissioni il 14 marzo 1801: dopo quasi vent'anni di governo, il grande Primo ministro dovette lasciare la sua carica.

#### Il periodo 1801-1806

##### La pace di Amiens (1802)

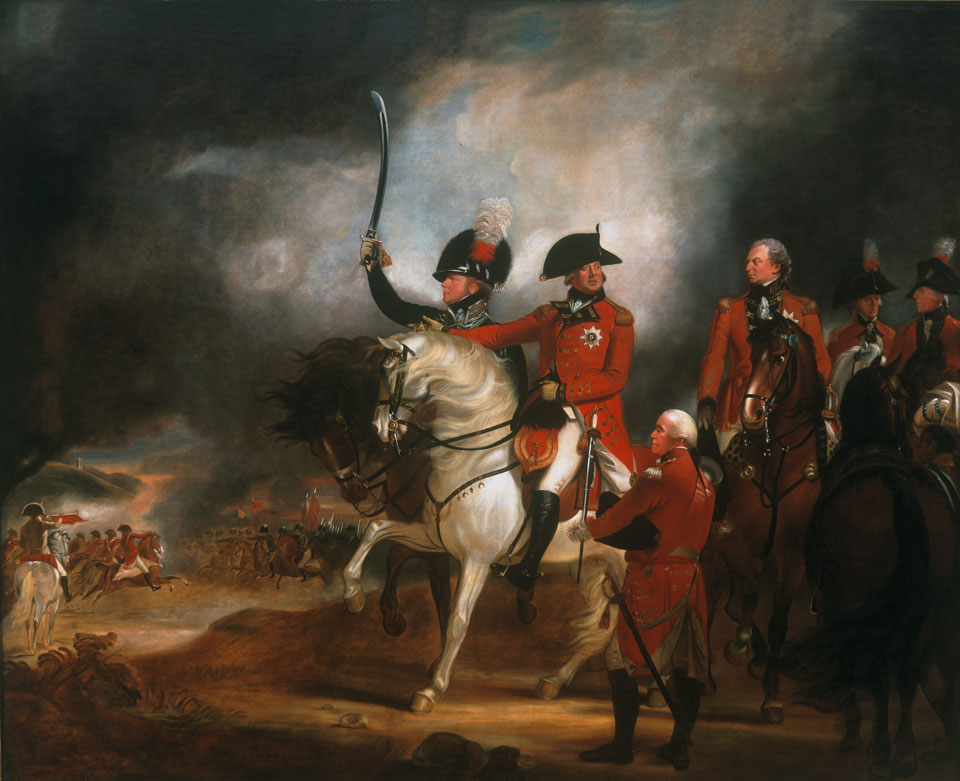
William Beechey, George III e il Principe di Galles mentre passano in rassegna le truppe, olio su tela, 1798, National Army Museum study collection, Londra

Pitt venne formalmente rimpiazzato con il presidente della Camera dei Comuni, Henry Addington, I visconte Sidmouth. Addington si oppose all'emancipazione dei cattolici irlandesi, abolì alcune tasse e perseguì una politica di disarmo, visti gli eccessivi costi di mantenimento dell'esercito. Nell'ottobre del 1801 fu concordata la pace con la Francia e nel 1802 fu firmato il trattato di Amiens. Giorgio non considerava stabile la pace e pensava che fosse solo un "esperimento", nutrendo la stessa convinzione del nemico e ormai Primo console Napoleone, il quale intendeva relegare la Gran Bretagna in una posizione di isolamento oltre la Manica.

Nel 1803, difatti, la guerra riprese e l'opinione pubblica manifestò la sua sfiducia nelle capacità di Addington di guidare la nazione in guerra, preferendogli Pitt. Napoleone aveva radunato 180 000 uomini nel porto di Boulogne e un'invasione pareva ormai imminente. Innumerevoli furono i civili che si offrirono per difendere la patria: Giorgio III passò in rassegna i 27 000 volontari radunati ad Hyde Park tra il 26 ed il 28 ottobre 1803, cerimonia a cui assistette una media di 500 000 spettatori al giorno. Il Times descrisse l'evento così: 
(The Times, (27 ottobre 1803), p. 2)

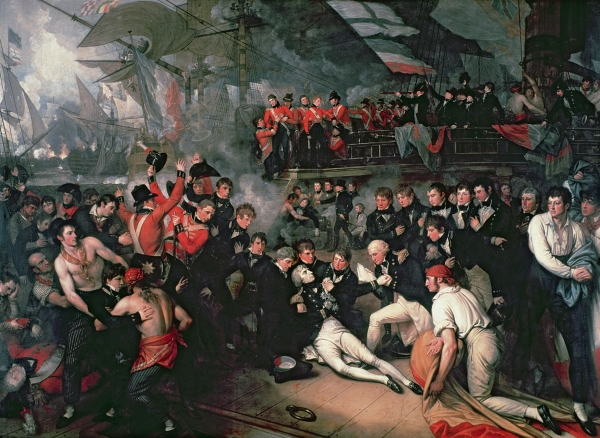
Benjamin West, La morte di Nelson, olio su tela, 1806, Walker Art Gallery, Liverpool. Horatio Nelson fu l'artefice della battaglia di Trafalgar, in cui la marina militare britannica riportò una brillante vittoria contro quella francese, permettendo alla prima di ottenere per tutto il conflitto il controllo sui mari.

##### Il breve ritorno di Pitt (1804-1806)
Mentre il paese si preparava a resistere all'invasione, nel 1804 Giorgio III ebbe una nuova ricaduta della sua malattia e, dopo che si fu ristabilito, Addington il 2 maggio diede le dimissioni. A capo del governo tornò per la seconda volta Pitt. Il sovrano rifiutò la proposta di assegnare un dicastero a Fox, che si mise così a capo dell'opposizione. Lo stesso fece William Wyndham Grenville, il quale trovò ingiusta la presa di posizione del re verso Fox, e si rifiutò di aderire al nuovo esecutivo. Pitt, allora, si concentrò nel formare una nuova coalizione con Austria, Russia e Svezia, ma la terza coalizione antifrancese non ebbe miglior fortuna delle precedenti e collassò nel 1805.
Quando la situazione militare sembrava compromessa la vittoria della Royal Navy comandata dall'ammiraglio Horatio Nelson (che perse la vita durante lo scontro) nella famosa battaglia di Trafalgar del 21 ottobre 1805 scongiurò il pericolo. Dopo tale battaglia, svoltasi al largo delle coste atlantiche meridionali della Spagna, i britannici divennero gli incontrastati dominatori dei mari fino alla seconda guerra mondiale, mentre Napoleone rinunciò a guerreggiare con gli inglesi sul mare.

#### La seconda fase della guerra: dalla morte di Pitt a Waterloo (1806-1815)

##### Il "governo di tutti gli ingegni" e il ruolo di Giorgio III
Pitt, afflitto dalla cirrosi epatica e dal dolore per la vittoria di Napoleone ad Austerlitz, morì il 23 gennaio 1806, causando un grande dolore nell'anziano sovrano. La morte di Nelson e di Pitt a distanza di pochi mesi, secondo lo storico George Macaulay Trevelyan, segnò la fine della prima fase della lotta tra Londra e Parigi: difatti, l'entrata in scena di nuovi uomini politici (Grenville prima, e poi Perceval e Castelreagh) e militari (Wellington) segnò anche scelte diverse nella gestione della guerra. Inoltre, la morte di Pitt e la situazione frammentaria in cui si trovavano le compagini parlamentari dei Whig (indeboliti per le loro simpatie rivoluzionarie durante il "regno del terrore" di Pitt) e dei Tories (disorientati in fazioni dopo la morte del loro leader) permisero a Giorgio III di riottenere quell'autorità decisionale che era in parte scemata sotto il ventennale governo dell'energico ministro. La carica di Primo ministro fu assegnata da re Giorgio a Lord William Grenville che, nel suo governo di coalizione tra i Tories e i Whig, affidò i dicasteri ai migliori talenti politici del tempo, compreso Fox. Questo esecutivo passò alla storia come il "governo di tutti gli ingegni", ma ad esso non aderì la fazione mista di Whig e Tories di cui aveva fatto parte Pitt. Il monarca si dimostrò conciliante e, benché riluttante, fu costretto dalla ragion di Stato ad accettare la nomina di Fox. Il vano tentativo di sottoscrivere un accordo di pace con la Francia e la crescente influenza della fazione di Pitt portò nel 1806 Grenville a chiedere nuove elezioni per rinforzare il suo governo. Durante la campagna elettorale Fox morì e ciò indebolì ulteriormente l'esecutivo, portando Grenville ad assicurarsi solo una risicata maggioranza parlamentare.

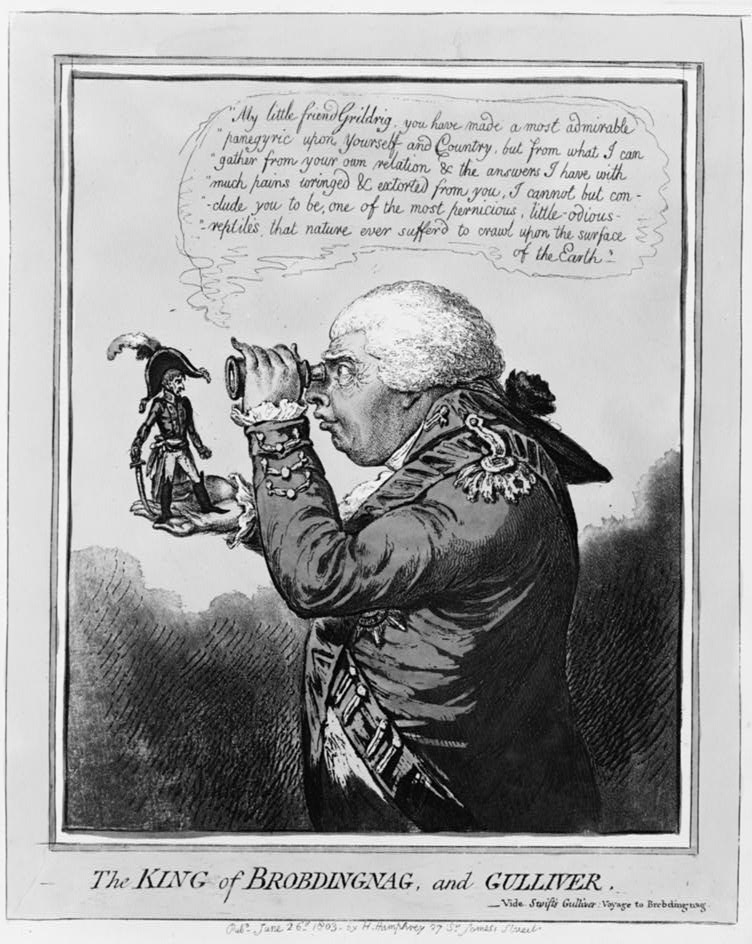
Caricatura di Giorgio III che tiene in mano Napoleone, James Gillray, 1803

##### La quarta coalizione e il blocco continentale (1807)
Fu intanto formata la quarta coalizione insieme a Prussia, Russia, Sassonia e Svezia. Nel novembre del 1806 un'ordinanza di Napoleone Bonaparte, partita da Berlino, istituì il "Blocco continentale" che, con l'intento di strangolare l'economia d'oltremanica, impediva l'attracco di navi britanniche nei porti europei; lo stesso fece da Milano l'anno successivo. Il Blocco Continentale, però, si ritorse contro Napoleone stesso, in quanto il legame tra Londra e le sue colonie permetteva alla madrepatria di rifornirsi di quei prodotti che solitamente scambiava con gli Stati europei; l'Impero napoleonico, che aveva tra i suoi sostenitori interni la borghesia imprenditoriale, entrò in una fase di recessione a causa del dominio marittimo dell'Inghilterra, che non permetteva loro di continuare i lucrosi affari.
Nel 1807 fu approvata la storica legge con cui veniva abolita la tratta degli schiavi, ma subito si riaccese la disputa sulla questione religiosa: il re, difatti, entrò in conflitto aperto con il governo che, contro la sua volontà, intendeva reclutare i cattolici nell'esercito assegnando loro anche alte cariche militari. La ferma opposizione del sovrano portò alle dimissioni dell'esecutivo ed a capo nominale del nuovo governo fu posto il duca di Portland, anche se il potere era effettivamente nelle mani del Cancelliere dello Scacchiere (equivalente del ministro del Tesoro) Spencer Perceval, entrambi della fazione di Pitt. A seguito delle elezioni di qualche mese prima, la maggioranza era composta dai loro oppositori; quindi fu sciolto il Parlamento e vennero indette nuove elezioni, che premiarono la linea anti-riformista di Giorgio III: Lord Portland e Perceval ottennero uno schiacciante successo. Giorgio III non prese altre importanti decisioni politiche fino alla fine del suo regno.

##### La battaglia di Copenaghen e l'emergere di Wellington (1808-1810)

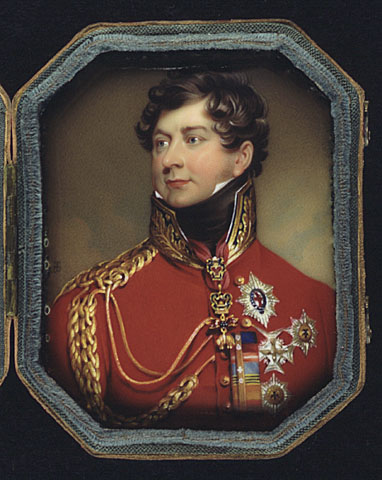
Henry Bone e Thomas Lawrence, Il principe reggente, olio su tela, 1815. La reggenza del principe Giorgio vide la vittoria dell'Inghilterra su Napoleone e l'inizio del predominio mondiale della Gran Bretagna.

Nel 1807 le truppe britanniche attaccarono la Danimarca, sia per forzare il Blocco Continentale che per evitare che la locale marina militare finisse nelle mani dei francesi, che avevano bisogno di ricostituire la flotta distrutta a Trafalgar. Forze di mare e di terra cinsero d'assedio la capitale nella battaglia di Copenaghen: la città capitolò il 5 settembre 1807 e i britannici tornarono in patria portandosi dietro il grosso della flotta danese che avevano catturato. Se a livello navale le forze britanniche avevano ottenuto il controllo dei mari, non altrettanto si poteva dire per quanto riguardava le battaglie campali (già nel 1805 l'Hannover, patria di Giorgio III, era stato occupato dai francesi), tutti gli alleati vennero seccamente sconfitti dalle truppe francesi e la guerra della quarta coalizione si risolse in una disfatta con la capitolazione nel 1809 della Svezia, che era rimasta l'unica alleata di Giorgio III. Nell'agosto del 1808 i britannici entrarono nella guerra d'indipendenza spagnola per proteggere il Portogallo e la Spagna, che erano state occupate dalle truppe napoleoniche: l'8 agosto le truppe comandate dal maggiore-generale anglicano irlandese Arthur Wellesley sbarcarono in Portogallo e nel giro di 13 giorni sconfissero e cacciarono i francesi dal paese. Fu l'inizio della riscossa nelle battaglie campali, che avrebbe in seguito portato le truppe britanniche a liberare la penisola iberica e ad arrivare nel 1814 a conquistare Tolosa nel Sud della Francia: tali successi avrebbero valso a Wellesley il titolo di Duca di Wellington. Nel frattempo, nel 1809, Perceval prese formalmente anche la carica di Primo ministro.

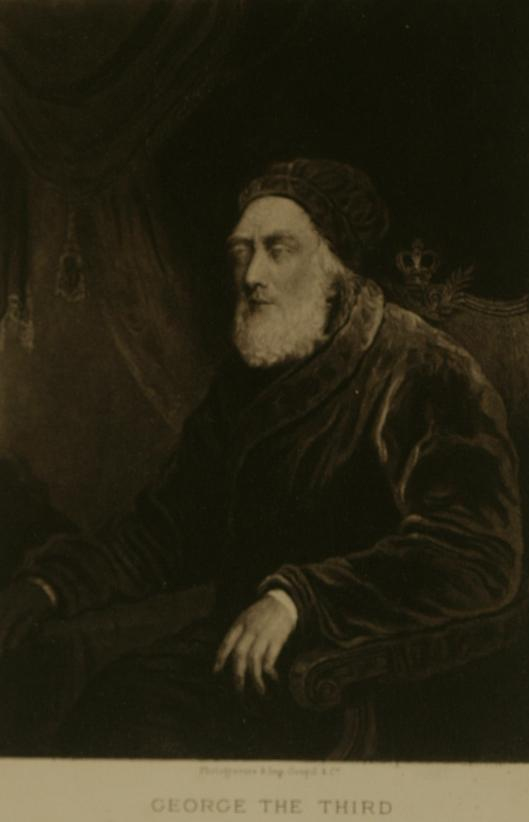
Giorgio III nella vecchiaia

#### La reggenza del principe di Galles (1810-1820)

##### Il crollo psichico e la reggenza (1810-1811)
Alla fine del 1810, al culmine della sua popolarità ma già quasi cieco e pieno di reumatismi, Giorgio III ebbe un decisivo tracollo delle sue condizioni psichiche. A suo dire, ricevette il colpo di grazia con la morte dell'ultimogenita, la principessa Amelia, la sua preferita tra tutti i figli, che lo gettò nella disperazione, e l'infermiera di Amelia riferì che ogni giorno re Giorgio piangeva per lei in modo malinconico al di là di ogni descrizione. Dovette inoltre accettare il Regency Act nel gennaio 1811, con cui fu nominato reggente il principe di Galles, suo figlio primogenito, che egli reputava inadatto a tale ruolo. Verso la fine del 1811 l'anziano sovrano fu dichiarato pazzo irreversibile e visse rinchiuso nel castello di Windsor sino alla sua morte.

##### La sconfitta di Napoleone (1811-1815)
Giorgio del Galles portò avanti la politica di opposizione al sistema napoleonico perseguita dal padre e dai suoi collaboratori. L'assassinio di Perceval, l'11 maggio 1812, (l'unico primo ministro britannico ad avere subito un tale destino) costrinse il principe reggente a mettere a capo dell'esecutivo Robert Banks Jenkinson, II conte di Liverpool, a fianco del quale fu nominato ministro degli Esteri Robert Stuart, futuro Lord Castelreagh. Il 1812 fu anche l'anno del declino della potenza napoleonica: la disastrosa campagna di Russia decimò l'esercito di Napoleone, fattore che spinse le potenze europee a riprendere le armi e a batterlo prima a Lipsia (1813) e poi, dopo un breve ritorno in auge, a Waterloo nel 1815, dove le truppe coalizzate erano guidate da Wellington.

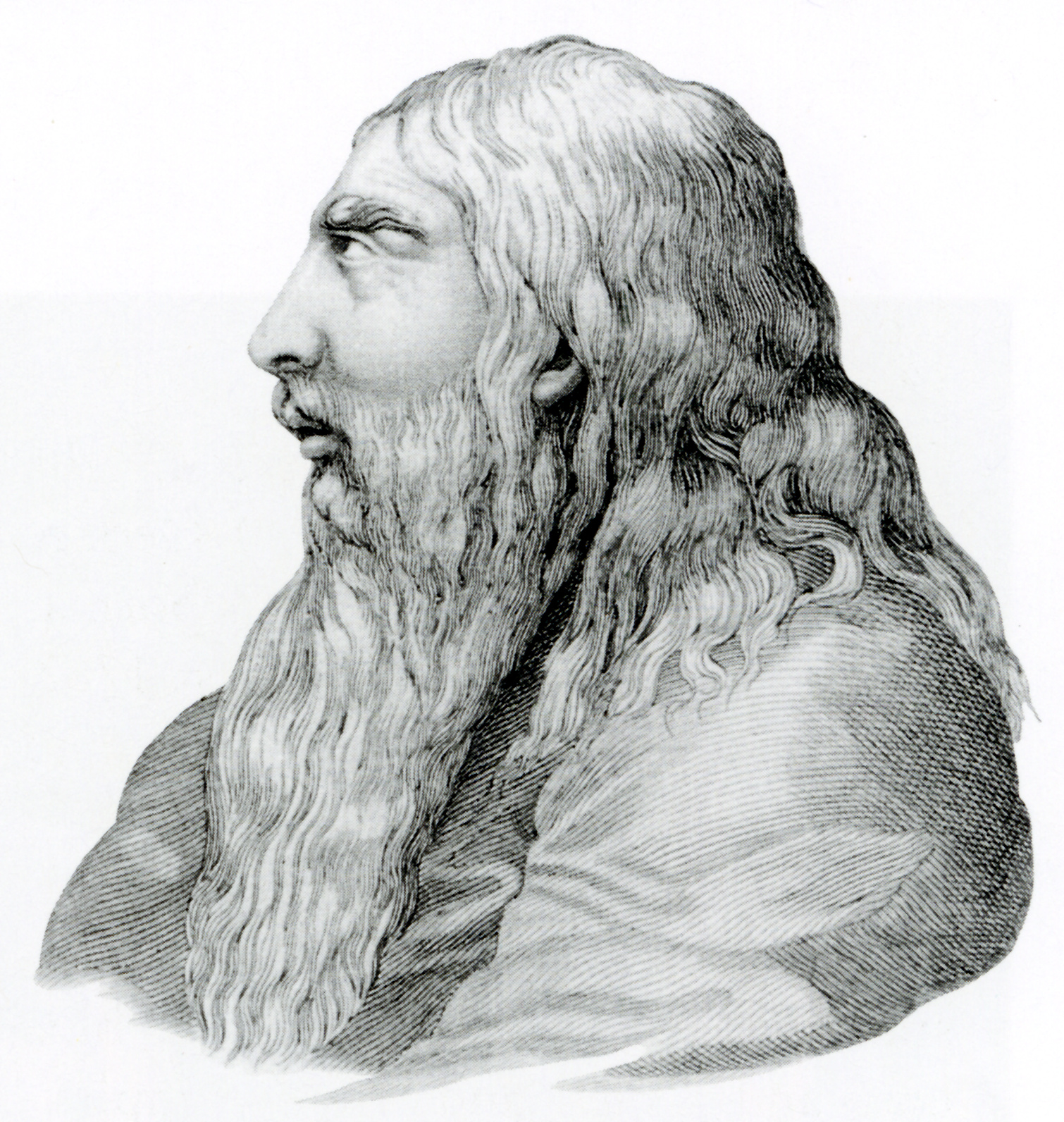
Henry Hoppner Meyer, Giorgio III, incisione realizzata nel 1817, durante la reclusione del sovrano a Windsor. L'incisione, attualmente conservata alla National Portrait Gallery di Londra, mostra lo stato trasandato del sovrano.

Lord Liverpool fu il primo ministro durante la vittoriosa fine delle guerre napoleoniche e il successivo congresso di Vienna del 1815, assise in cui gli interessi della Gran Bretagna furono rappresentati dal Castlereagh. Tale congresso assegnò allo Stato di Hannover, che dal 1714 era sotto il controllo britannico, consistenti annessioni territoriali, e da semplice Elettorato fu elevato al rango di regno, guidato nominalmente dall'infermo Giorgio. In seguito al ruolo determinante che Londra svolse nelle guerre napoleoniche il Regno Unito divenne l'assoluto padrone dei mari ed espanse notevolmente i suoi domini coloniali nel mondo.

##### Gli ultimi anni (1815-1820)
Mentre il Regno Unito si apprestava a diventare la prima potenza mondiale la salute dell'ormai pazzo Giorgio III peggiorò ulteriormente: oltre alla demenza di cui era affetto il quasi ottuagenario sovrano divenne completamente cieco e quasi del tutto sordo. Giorgio non fu nemmeno cosciente di essere stato dichiarato re di Hannover nel 1814, mentre gli furono celate la notizia della morte della nipote Carlotta Augusta (figlia del principe reggente) nel novembre del 1817 e quella dell'adorata moglie Carlotta nel 1818 per non affliggerlo ulteriormente. Poco dopo il Natale del 1819 egli parlò in maniera insensata per 58 ore di fila, e nelle ultime sue due settimane di vita non fu più in grado di camminare. Inoltre, nell'ultimo mese di vita, fu afflitto da violenti attacchi di gastroenterite che ne debilitarono definitivamente l'organismo, riducendolo a uno scheletro. Il 29 gennaio 1820 l'ottantunenne sovrano morì nel castello di Windsor, sei giorni dopo la morte del suo quarto figlio, il principe Edoardo Augusto, duca di Kent e Strathearn. Il suo figlio preferito, Federico Augusto, duca di York e di Albany (già responsabile della salute del padre su richiesta del Parlamento dal 1818), era con lui in quel momento, mentre il principe di Galles non fu in grado di assistere al trapasso del genitore a causa di una forte forma influenzale che lo lasciò prostrato. Giorgio III venne sepolto nella notte del 16 febbraio nella Cappella di San Giorgio nel castello di Windsor.

## La vita privata

### La personalità

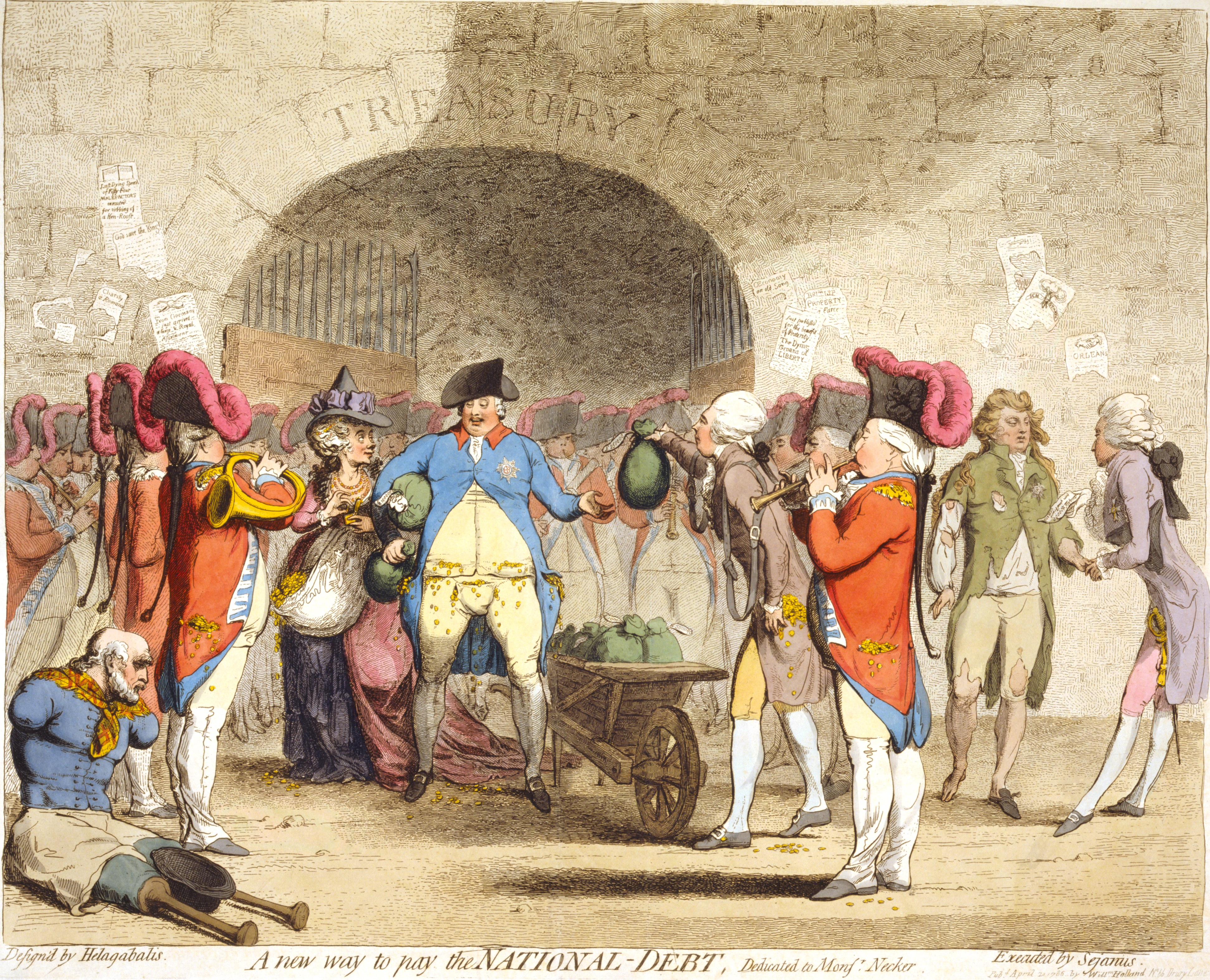
Vignetta satirica di James Gillray del 1786 in cui Giorgio III e la regina Carlotta, traboccanti di soldi, ricevono nuovi finanziamenti dal Primo ministro Pitt il giovane, a sua volta con le tasche piene di monete, in contrasto con la miseria dell'accattone tetraplegico ai loro piedi

Giorgio III, come si poté evincere dal discorso d'inaugurazione, volle prendere le distanze dalla forte connotazione tedesca che caratterizzò le figure del bisnonno Giorgio I e del nonno Giorgio II. Forte della sua educazione inglese Giorgio cercò di presentarsi ai sudditi quale simbolo dell'unità della nazione, cercando anche di riparare agli scandali matrimoniali del predecessore conducendo una vita coniugale estremamente esemplare e morigerata e impregnata di forte religiosità.
Giorgio III fu, insieme alla moglie Carlotta, un patrono delle arti e delle scienze, interessandosi soprattutto alla musica tedesca e in particolare a Georg Friedrich Händel. Tra le sue varie spese sostenne la Royal Academy con propri fondi, e devolvette metà delle proprie entrate in beneficenza. Appassionato d'arte, si costruì una collezione invidiabile nella quale, tra i vari capolavori, figuravano la Ragazza al virginale di Vermeer e opere del Canaletto. La sua grande passione, però, furono i libri, di cui fu un avido collezionista: passione che lo rese uno dei più colti sovrani britannici. Non ne ereditò molti dal nonno e durante il suo regno arrivò ad averne 65 000 che riunì nella King's Library, una biblioteca aperta agli studenti che intendevano consultarli. Ancora oggi tali volumi possono essere consultati a Londra nella British Library, inaugurata nel 1973, dove occupano un'intera palazzina.
A fianco di questi gusti raffinati Giorgio non amava il lusso e il fasto, conducendo una vita appartata insieme alla sua famiglia. Fu, per questo motivo, soprannominato "Contadino George" dalla satira del tempo, in confronto allo splendore mondano di cui si rese protagonista il successore, suo figlio Giorgio IV. Ma si guadagnò questo nomignolo soprattutto per la sua grande passione per l'agricoltura e la zootecnia: durante il suo regno la rivoluzione agricola britannica raggiunse il livello massimo di sviluppo e grandi progressi furono fatti anche dalla scienza e dall'industria. Ci fu un ritorno alle campagne dei contadini, che furono anche i maggiori fornitori di forza lavoro della nascente rivoluzione industriale.

### La malattia mentale
Dal 1765 il re cominciò a dare segni di disturbo mentale e ad avere problemi di salute, divenuti molto gravi in vecchiaia. Diversi studiosi hanno ipotizzato che la "pazzia di re Giorgio" potesse essere il sintomo psichico di una malattia fisica, come la porfiria (in particolare della porfiria acuta intermittente, che spiegherebbe il carattere parossistico delle sue psicosi), una malattia ereditaria che porta ad accumulo di precursori tossici dell'eme e che ha tra i segni e sintomi anche disturbi di tipo psichiatrico.
Secondo il divulgatore scientifico canadese Joe Schwarcz sintomi simili a quelli della porfiria possono dipendere dall'avvelenamento da piombo che, secondo lui, il re avrebbe potuto contrarre mangiando crauti cucinati in pentole di piombo. Altri studi effettuati su campioni di capelli del re, pubblicati nel 2005, hanno riscontrato un'alta concentrazione di arsenico, ammettendo l'ipotesi di un'intossicazione da arsenico all'origine dei disturbi, in particolare avvelenamento cronico accidentale da arsenico organico, che causa tra l'altro danni cerebrali a livello di sostanza grigia e sostanza bianca..

### Il matrimonio con Carlotta

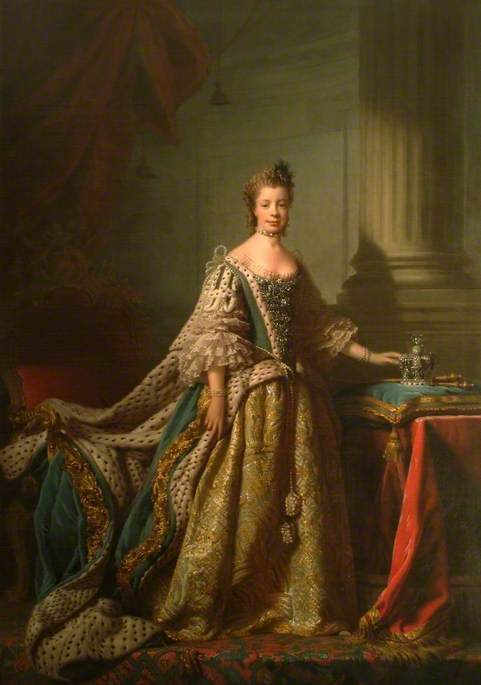
Allan Ramsay, Sua maestà la Regina Carlotta, olio su tela, 1762 ca, Newbury Town Hall, Berkshire, Inghilterra

L'8 settembre 1761 Giorgio sposò Carlotta di Meclemburgo-Strelitz nella Cappella reale del St. James's Palace a Londra, e i due furono poi incoronati nell'abbazia di Westminster il 22 settembre. La regina Carlotta era una discendente di Margarita de Castro y Sousa, una nobildonna portoghese che visse nel XV secolo, la quale era a sua volta discendente del re di Portogallo Alfonso III (1210-1279) e della sua amante africana Mourana Gib, per cui alcuni notarono tratti somatici africani nella nuova regina inglese. Malgrado le reticenze iniziali Giorgio III si dimostrò un ottimo marito e condusse un'esemplare vita matrimoniale, guadagnandosi il rispetto della popolazione. La sovrana, affezionatissima al marito, era estranea alla politica, dedicando il suo tempo a proteggere le arti (specie la musica), le scienze (specie la botanica) e nel sorvegliare la moralità dei costumi di corte e l'educazione dei numerosi figli. I due reali, difatti, diedero alla luce 15 figli, nove maschi e sei femmine, più di ogni altra coppia reale inglese, e di loro due diventarono sovrani britannici (Giorgio IV e Guglielmo IV), un altro diventò re di Hannover (Ernesto Augusto I) e una figlia diventò regina del Württemberg (Carlotta).
- Giorgio IV del Regno Unito (1762-1830), sposò nel 1795 Carolina di Brunswick-Wolfenbüttel e succedette al padre con il nome di Giorgio IV del Regno Unito;
- Federico Augusto, duca di York (1763-1827), sposò nel 1791 Federica di Prussia e divenne comandante in capo del British Army;
- Guglielmo IV del Regno Unito (1765-1837), sposò nel 1818 Adelaide di Sassonia-Meiningen e succedette al fratello Giorgio IV con il nome di Guglielmo IV del Regno Unito;
- Carlotta, principessa reale (1766-1828), sposò nel 1797 il re Federico I di Württemberg divenendo così regina;
- Edoardo, duca di Kent (1767-1820), sposò nel 1818 Vittoria di Sassonia-Coburgo-Saalfeld e divenne Maresciallo di campo del British Army; dal suo matrimonio nacque la principessa Alessandrina Vittoria che divenne regina come Vittoria del Regno Unito;
- Augusta Sofia (1768-1840), nubile e senza discendenza;
- Elisabetta (1770-1840), sposò nel 1818 Federico, langravio d'Assia-Homburg;
- Ernesto Augusto I di Hannover, duca di Cumberland (1771-1851), sposò nel 1815 Federica di Meclemburgo-Strelitz e divenne re di Hannover;
- Augusto Federico, duca di Sussex (1773-1843), sposò nel 1793 lady Augusta Murray e nel 1831, in seconde nozze, lady Cecilia Letitia Buggin, divenne gran maestro della Prima gran loggia d'Inghilterra;
- Adolfo, duca di Cambridge (1774-1850), sposò nel 1818 Augusta di Assia-Kassel e divenne viceré di Hannover;
- Maria, duchessa di Gloucester (1776-1857), sposò nel 1816 suo cugino Guglielmo, duca di Gloucester;
- Sofia (1777-1848), nubile e senza discendenza;
- Ottavio (1779-1783), morì all'età di 4 anni;
- Alfredo (22 settembre 1780- 20 agosto 1782), morì all'età di 23 mesi di vaiolo;
- Amelia (1783-1810), nubile e senza discendenza.

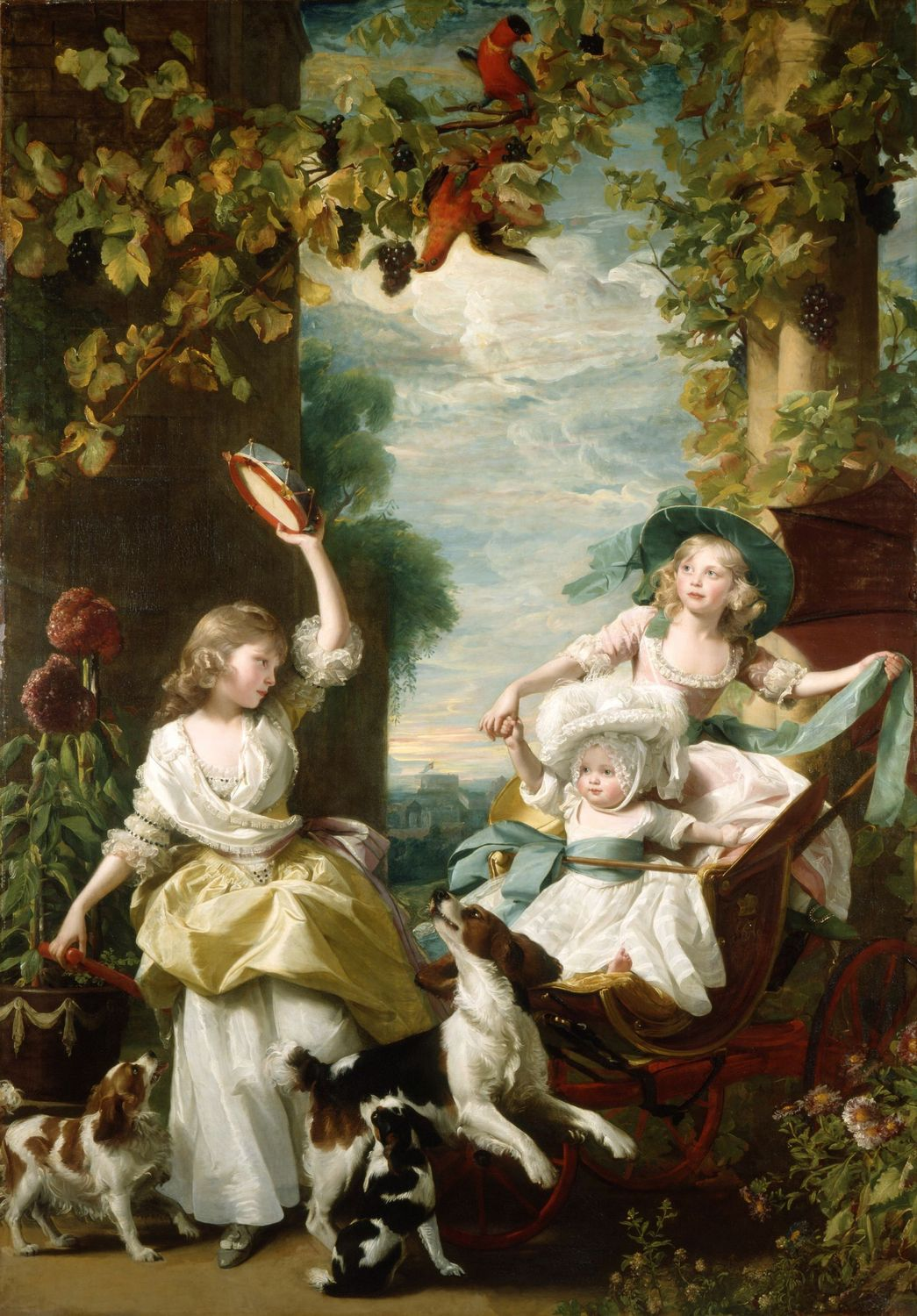
John Singleton Copley, Le figlie di Re Giorgio III, nello specifico (partendo da destra verso sinistra): le principesse Sofia (1777-1848), Amelia (1783-1810) e Maria (1776-1857), olio su tela, 1785, Buckingham Palace, Londra

### I rapporti familiari

#### Il rapporto con i fratelli e ilRoyal Marriages Act
Giorgio era molto religioso e trascorreva diverse ore in preghiera, ma i suoi fratelli erano molto diversi. Nel 1770 uno di essi, Enrico Federico, Duca di Cumberland e Strathearn, si fece la fama di adultero, e l'anno seguente sposò la giovane vedova Anne Horton. Il re la considerava inappropriata come sposa di un membro della famiglia reale in quanto apparteneva ad una classe sociale inferiore, e la legge tedesca vietò ai figli della coppia la possibilità di avere investitura regale. Giorgio fece emanare una legge che proibiva ai membri della famiglia reale di sposarsi senza il consenso del sovrano. Questo atto fu molto impopolare in parlamento anche tra i suoi stessi ministri, ma venne comunque approvato con il nome di Royal Marriages Act nel 1772. Poco dopo un altro fratello, il principe Guglielmo Enrico, Duca di Gloucester e di Edimburgo, si sposò segretamente con la contessa Maria Walpole, illegittima figlia di Sir Edward Walpole. Quando si venne a saperlo Giorgio III fu compiaciuto di avere promosso la legge del 1772: Maria era legata ai suoi oppositori politici e non venne mai ricevuta a corte.

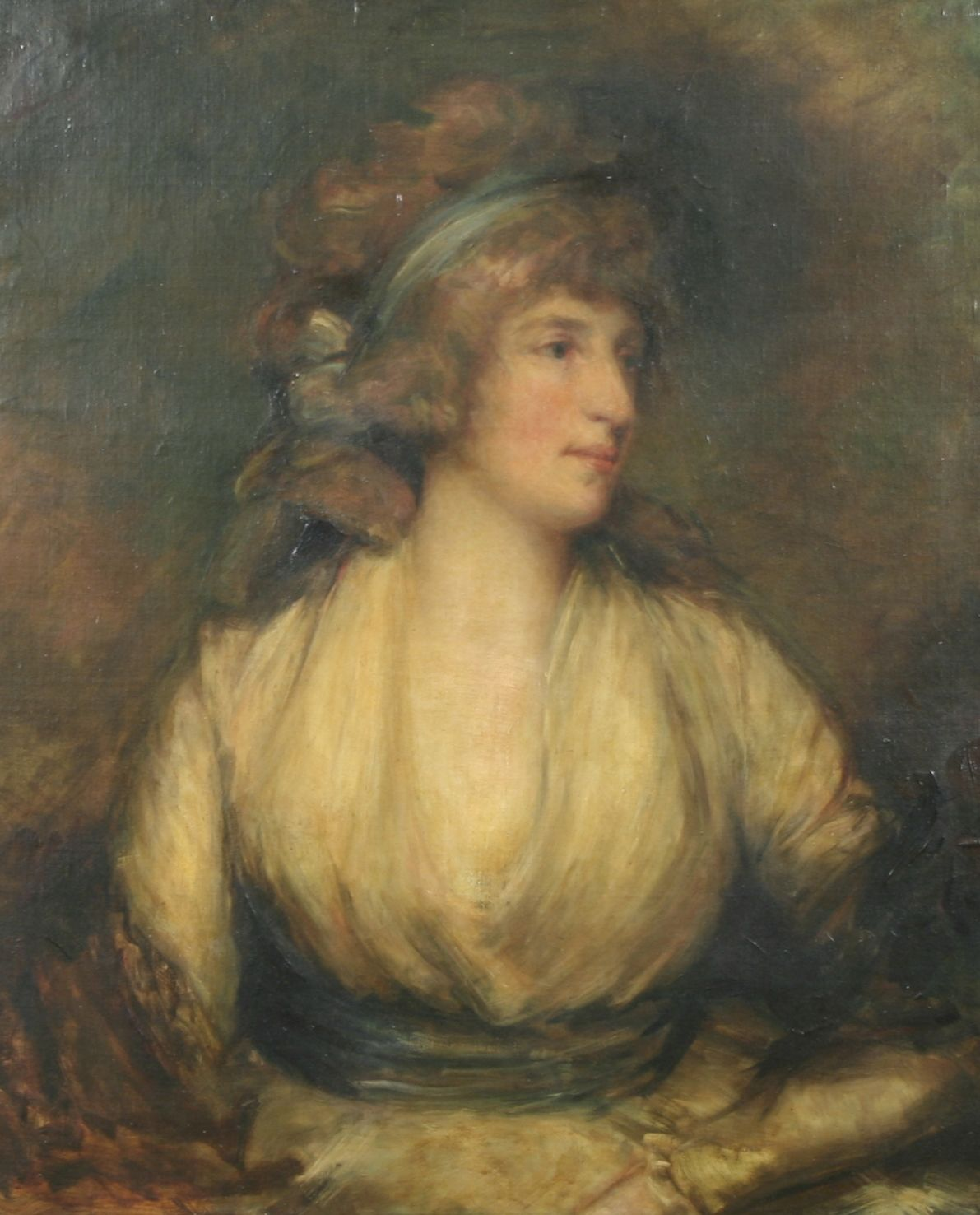
George Romney ?, Ritratto di Mrs. Maria Fitzherbert, moglie di Giorgio IV, olio su tela, fine del XVIII secolo. Il rapporto tra questa irlandese cattolica e il principe di Galles durò dal 1784 al 1795 quando, nonostante si fossero sposati in segreto, la loro unione non fu riconosciuta da Giorgio III.

#### I dissidi con l'erede al trono e i rapporti con gli altri figli
Non più fortunati furono i rapporti con la numerosa prole. Benché amasse profondamente i suoi figli Giorgio li sottoponeva ad un rigido regime educativo, costringendoli a frequentare le lezioni dalle 7 del mattino e a condurre una vita virtuosa ispirata a principi religiosi. Queste costrizioni furono probabilmente alla base della volontà di rivolta dei suoi figli nei suoi confronti una volta raggiunta l'età adulta, con in testa l'erede al trono Giorgio, principe di Galles, il quale condurrà vita dissoluta e sarà costantemente sommerso dai debiti con grande disappunto del padre.
Il futuro Giorgio IV, difatti, chiese e ottenne dal Parlamento, grazie all'aiuto dell'amico Whig Charles Fox, che i suoi debiti (che nel 1784 ammontavano a 160 000 sterline) fossero ripagati attingendo ai fondi statali. Inoltre il principe fu oggetto di vari scandali sessuali, cosa che provocò un grande disappunto nel padre che cercava, attraverso la sua condotta morigerata, di tenere alto il prestigio della monarchia. Tra le amanti dell'erede al trono vi furono l'attrice e poetessa Mary Robinson e altre donne di tutte le condizioni sociali, ma la relazione più seria fu quella che condusse con l'irlandese cattolica Maria Fitzherbert, con la quale si sposò nel 1785 segretamente, visto il Royal Marriages Act del 1772. La relazione, ostacolata con forza dal padre anche per via della fede religiosa della giovane, si concluse nel 1795, allorché Giorgio sposò la principessa Carolina di Brunswick: un'unione infelice e improntata ad un'aperta ostilità, coronata dalla nascita dell'unica loro figlia (e unica nipote ed erede di Giorgio III fino alla nascita di Alessandrina Vittoria nel 1819), la principessa Carlotta Augusta, la quale morirà di parto nel 1817.
Il legame con gli altri figli non fu tanto burrascoso come quello con il primogenito: Federico Augusto duca di York, che era il figlio preferito di Giorgio, causò al padre grande dispiacere quando, nel 1809, venne a sapere della relazione extraconiugale del figlio con Mary Anne Clarke. Altro figlio prediletto era Ottavio, la cui morte a soli quattro anni nel 1783 contribuì a degradare la sua sanità mentale. Invece il sovrano fu molto affezionato alle figlie, specialmente all'ultimogenita Amelia, la cui morte prematura nel 1810 causò il crollo definitivo della sua già precaria salute.

## Storiografia contemporanea

### Dal XIX al XX secolo
I giudizi sul suo operato furono discordi, fu generalmente ammirato nei primi anni del suo regno ma perse l'appoggio dei coloni americani. Le accuse che gli furono rivolte nella dichiarazione di indipendenza degli Stati Uniti furono gravi, in quanto si concentravano sulle presunte angherie e vessazioni aventi lo scopo di instaurare una tirannia nelle colonie. Se da una parte fu visto come l'amato sovrano che, con la sua attitudine al comando, difese il Paese dalla minaccia francese, dall'altra fu visto come un dispotico tiranno conservatore che rifiutava aperture al rinnovamento, posizioni che riflettono in sostanza gli schieramenti politici della sua epoca. Studi più recenti (come quelli realizzati, a metà Novecento, da Herbert Butterfield) hanno preso le distanze da queste due posizioni, ritenendo il sovrano una vittima degli avvenimenti e della sua malattia. Nelle opinioni degli storiografi contemporanei, durante il regno di Giorgio III la monarchia continuò a perdere potere politico, diventando un'incarnazione dei principi etici della nazione. Le scelte del governo tra il 1763 e il 1775 tendono a esonerare la figura di Giorgio III da qualunque responsabilità sulle cause che hanno portato alla Rivoluzione americana. Sebbene gli americani lo descrivessero come un tiranno, in realtà in quegli anni egli si inchinò sempre alle decisioni dei suoi ministri.

## Titoli e trattamenti

### In Gran Bretagna e in Irlanda
- 4 giugno 1738 - 31 marzo 1751: Sua Altezza Reale il principe GiorgioLo stemma di Giorgio, principe di Galles (1751-1760)

Lo stemma di Giorgio, principe di Galles (1751-1760)

- 31 marzo 1751 - 20 aprile 1751: Sua Altezza Reale il duca di Edimburgo
- 20 aprile 1751 - 25 ottobre 1760: Sua Altezza Reale il principe di Galles
- 25 ottobre 1760 - 29 gennaio 1820: Sua Maestà il Re

Dal 1760 al 1801 la titolatura di Giorgio III fu: "Giorgio III, per Grazia di Dio, re di Gran Bretagna, Francia e Irlanda, Difensore della Fede, etc.". Dal 1801, quando la Gran Bretagna si unì con l'Irlanda, fu abbandonata la rivendicazione dei sovrani britannici al trono di Francia e l'utilizzo dell'"etc." che era stato aggiunto durante il regno di Elisabetta I e la titolatura fu modificata: "Giorgio III, per Grazia di Dio, re del Regno Unito di Gran Bretagna e Irlanda, Difensore della Fede".

Il monogramma personale di re Giorgio III

### In Germania
Dal 1760 al 1806 in Germania Giorgio fu Duca di Brunswick e Lüneburg, Principe elettore del Sacro Romano Impero, Arci-Araldo dal 1760 al 1777, e Arci-Tesoriere dal 1777 al 1806. Da quell'anno il Sacro Romano Impero cessò di esistere e, al Congresso di Vienna del 1814, fu istituito il Regno di Hannover di cui Giorgio III divenne il sovrano.

### Stemmi

Stemma fino al 1801
Stemma dal 1801 al 1816
Stemma dopo il 1816

Durante il suo regno lo stemma subì due modifiche; la principale fu quella introdotta nel 1801 quando, con la rinuncia alla rivendicazione del trono francese da parte dei sovrani britannici, scomparve lo scudo reale francese con i tre gigli in campo blu. Lo scudo con il leone scozzese, che fino ad allora era affiancato a quello inglese nel primo quartiere andò a sostituire quello francese nel secondo quartiere. Lo scudo degli Hannover, che fu rimosso dal quarto quartiere e sostituito da un secondo scudo con i tre leoni inglesi, fu posizionato in pretensione al centro della figura. L'unico scudo che non subì modifiche in questo stemma fu quello d'Irlanda che rimase nel terzo quartiere.
La seconda modifica del 1816 riguardava la trasformazione dello Stato di Hannover da ducato a regno, e nello scudo centrale il copricapo del principe elettore fu sostituito da una corona reale.

## Ascendenza
|                                         |                                        |                                           | Genitori                                               |  |  | Nonni |  |  | Bisnonni                   |  |  | Trisnonni                             |  |
|                                         |                                        |                                           |                                                        |  |  |       |  |  | Giorgio I di Gran Bretagna |  |  | Ernesto Augusto di Brunswick-Lüneburg |  |
|                                         |                                        |                                           |                                                        |  |  |       |  |  | Giorgio I di Gran Bretagna |  |  | Ernesto Augusto di Brunswick-Lüneburg |  |
|                                         |                                        | Sofia del Palatinato                      |                                                        |  |  |       |  |  | Giorgio I di Gran Bretagna |  |  |                                       |  |
| Giorgio II di Gran Bretagna             |                                        |                                           |                                                        |  |  |       |  |  | Giorgio I di Gran Bretagna |  |  |                                       |  |
|                                         |                                        | Sofia Dorotea di Celle                    | Giorgio Guglielmo di Brunswick-Lüneburg                |  |  |       |  |  |                            |  |  |                                       |  |
|                                         |                                        | Sofia Dorotea di Celle                    | Giorgio Guglielmo di Brunswick-Lüneburg                |  |  |       |  |  |                            |  |  |                                       |  |
|                                         |                                        | Sofia Dorotea di Celle                    | Éléonore d'Esmier d'Olbreuse                           |  |  |       |  |  |                            |  |  |                                       |  |
| Federico di Hannover                    |                                        | Sofia Dorotea di Celle                    |                                                        |  |  |       |  |  |                            |  |  |                                       |  |
|                                         |                                        | Giovanni Federico di Brandeburgo-Ansbach  | Alberto II di Brandeburgo-Ansbach                      |  |  |       |  |  |                            |  |  |                                       |  |
|                                         |                                        | Giovanni Federico di Brandeburgo-Ansbach  | Alberto II di Brandeburgo-Ansbach                      |  |  |       |  |  |                            |  |  |                                       |  |
|                                         |                                        | Giovanni Federico di Brandeburgo-Ansbach  | Margherita Sofia di Oettingen-Oettingen                |  |  |       |  |  |                            |  |  |                                       |  |
| Carolina di Brandeburgo-Ansbach         |                                        | Giovanni Federico di Brandeburgo-Ansbach  |                                                        |  |  |       |  |  |                            |  |  |                                       |  |
|                                         |                                        | Giovanna Elisabetta di Baden-Durlach      | Federico VI di Baden-Durlach                           |  |  |       |  |  |                            |  |  |                                       |  |
|                                         |                                        | Giovanna Elisabetta di Baden-Durlach      | Federico VI di Baden-Durlach                           |  |  |       |  |  |                            |  |  |                                       |  |
|                                         |                                        | Giovanna Elisabetta di Baden-Durlach      | Cristina Maddalena del Palatinato-Zweibrücken-Kleeburg |  |  |       |  |  |                            |  |  |                                       |  |
| Giorgio III d'Inghilterra               |                                        | Giovanna Elisabetta di Baden-Durlach      |                                                        |  |  |       |  |  |                            |  |  |                                       |  |
|                                         | Federico I di Sassonia-Gotha-Altenburg | Ernesto I di Sassonia-Coburgo-Altenburg   |                                                        |  |  |       |  |  |                            |  |  |                                       |  |
|                                         | Federico I di Sassonia-Gotha-Altenburg | Ernesto I di Sassonia-Coburgo-Altenburg   |                                                        |  |  |       |  |  |                            |  |  |                                       |  |
|                                         | Federico I di Sassonia-Gotha-Altenburg | Elisabetta Sofia di Sassonia-Altenburg    |                                                        |  |  |       |  |  |                            |  |  |                                       |  |
| Federico II di Sassonia-Gotha-Altenburg | Federico I di Sassonia-Gotha-Altenburg |                                           |                                                        |  |  |       |  |  |                            |  |  |                                       |  |
|                                         |                                        | Maddalena Sibilla di Sassonia-Weissenfels | Augusto di Sassonia-Weissenfels                        |  |  |       |  |  |                            |  |  |                                       |  |
|                                         |                                        | Maddalena Sibilla di Sassonia-Weissenfels | Augusto di Sassonia-Weissenfels                        |  |  |       |  |  |                            |  |  |                                       |  |
|                                         |                                        | Maddalena Sibilla di Sassonia-Weissenfels | Anna Maria di Meclemburgo-Schwerin                     |  |  |       |  |  |                            |  |  |                                       |  |
| Augusta di Sassonia-Gotha-Altenburg     |                                        | Maddalena Sibilla di Sassonia-Weissenfels |                                                        |  |  |       |  |  |                            |  |  |                                       |  |
|                                         |                                        | Carlo Guglielmo di Anhalt-Zerbst          | Giovanni VI di Anhalt-Zerbst                           |  |  |       |  |  |                            |  |  |                                       |  |
|                                         |                                        | Carlo Guglielmo di Anhalt-Zerbst          | Giovanni VI di Anhalt-Zerbst                           |  |  |       |  |  |                            |  |  |                                       |  |
|                                         |                                        | Carlo Guglielmo di Anhalt-Zerbst          | Sofia Augusta di Holstein-Gottorp                      |  |  |       |  |  |                            |  |  |                                       |  |
| Maddalena Augusta di Anhalt-Zerbst      |                                        | Carlo Guglielmo di Anhalt-Zerbst          |                                                        |  |  |       |  |  |                            |  |  |                                       |  |
|                                         |                                        | Sofia di Sassonia-Weissenfels             | Augusto di Sassonia-Weissenfels                        |  |  |       |  |  |                            |  |  |                                       |  |
|                                         |                                        | Sofia di Sassonia-Weissenfels             | Augusto di Sassonia-Weissenfels                        |  |  |       |  |  |                            |  |  |                                       |  |
|                                         |                                        | Sofia di Sassonia-Weissenfels             | Anna Maria di Meclemburgo-Schwerin                     |  |  |       |  |  |                            |  |  |                                       |  |
|                                         |                                        | Sofia di Sassonia-Weissenfels             |                                                        |  |  |       |  |  |                            |  |  |                                       |  |

### Esplicative
1. ↑  Come si evince da Ayling, p. 137; Hibbert, pp. 123-124, le pressioni di Giorgio III e di Pitt per sopprimere lo Stamp Act fecero un'ottima impressione nell'opinione dei coloni, che dedicarono ai due uomini statue a New York.
2. ↑  Trevelyan, 1973, p. 505. Si deve ricordare che, in base alla posizione dell'anglicanesimo quale religione di Stato, tutti coloro che non erano fedeli alla dottrina della monarchia dovevano rimanere esclusi dai pubblici uffici e dagli incarichi militari. Il parlamento irlandese, pertanto, era costituito soltanto da irlandesi anglicani o da quegli anglo-irlandesi discendenti dei coloni inglesi inviati da Londra con lo scopo di "anglicizzare" l'isola.
3. ↑  Trevelyan, p. 494. In seguito alla sconfitta della quarta coalizione e dei suoi membri, Napoleone assoggettò tra gli altri anche il Regno di Prussia, del quale occupò la capitale, Berlino. Milano, invece, era già capitale del Regno d'Italia.
4. ↑  In quanto l'anglicanesimo era religione di Stato, per cui sia i dissenters (puritani o estremisti religiosi) che i cattolici, visti questi ultimi come "servitori" della potenza straniera del papato, erano esclusi da ogni carica pubblica e militare, relegandoli di fatto a cittadini di seconda classe (cfr. Lovera di Castiglione, pp. 47-53).

### Bibliografiche
1. 1 2  Principe reggente dal 5 febbraio 1811.
2. ↑  Pasquale Villani, L'età contemporanea, il Mulino, Bologna, 1983, 1993, ISBN 88-15-02704-1, p. 29.
3. 1 2  Cox, pp. 332-335.
4. 1 2   I. Macalpine e R. Hunter, The "insanity" of King George 3d: a classic case of porphyria., in BMJ, vol. 1, n. 5479, 8 gennaio 1966,  pp. 65-71, DOI:10.1136/bmj.1.5479.65, ISSN 0959-8138 (WC · ACNP). URL consultato il 20 agosto 2023.
5. ↑  Hibbert, p. 8.
6. ↑  Galt, 1, p. 72.
7. ↑  Galt, 1, p. 74.
8. ↑  Hibbert, p. 78.
9. ↑  Hibbert, p. 9.
10. 1 2 3  Hunt, p. 172 § 2.
11. ↑  Hibbert, pp. 11-13.
12. 1 2 3 4  George III (b).
13. ↑  Hibbert, p. 14. Secondo Galt, 1, p. 131 a una forma di pleurite contratta pochi giorni prima mentre il principe passeggiava nel giardino.
14. ↑  Galt, 1, pp. 139-140.
15. ↑  Hibbert, pp. 14-15.
16. ↑  Galt, 1, p. 149.
17. ↑  HIbbert, p. 124 e Hunt, p. 173, § 1.
18. ↑  Hibbert, p. 25 e Watson, p. 6.
19. ↑  Hunt, p. 173, § 1.
20. 1 2 3 4 5 6 7 8 9  George III.
21. ↑  Hunt, pp. 172 § 1 e 2.
22. ↑  Galt, 1, p. 234.
23. ↑  Hunt, p. 175 §1.
24. ↑  Per esempio Horace Walpole scrisse a quel tempo di essere entusiasta del nuovo re, anche se poi lo criticherà aspramente (Butterfield, pp.22, 115–117 and 129–130).
25. ↑  Hibbert, p. 86; Watson, pp. 67–79
26. ↑   The Crown Estate, Our history, 2004. URL consultato il 24 novembre 2010 (archiviato dall'url originale il 7 febbraio 2011).
27. ↑  Medley, Dudley Julius (1902). A Student's Manual of English Constitutional History. p. 501 Archiviato il 21 luglio 2011 in Internet Archive.
28. ↑  Galt, 1, p. 283.
29. ↑  Brooke, p. 145; Watson, p. 93.
30. ↑   Britannia.com, George Grenville, AMERICA'S GATEWAY TO THE BRITISH ISLES SINCE 1996. URL consultato il 25 novembre 2010 (archiviato dall'url originale il 24 settembre 2010).
31. ↑  Brooke, pp. 146-147.
32. 1 2  Hibbert, p. 122.
33. ↑  Watson, p. 93.
34. ↑  Watson, pp. 182-184.
35. ↑  Un americano passava all'epoca un massimo di sei penny l'anno, comparati ai 25 scellini pagati in Inghilterra (50 volte tanto) (Cannon and Griffiths, p. 505; Hibbert, p. 122). Nel 1763, il totale delle tasse raccolte in America fu di 1 800 sterline, mentre la stima dei costi necessari per la difesa delle colonie era di 225 000 sterline, che salirono a 400 000 dal 1767 (Cannon and Griffiths, p. 505).
36. 1 2  Jones, p. 39.
37. ↑  Bendiscioli, p. 285 §1.
38. ↑  Watson, pp. 184–185
39. 1 2  Bendiscioli, p. 285, § 2.
40. ↑  Ayling, pp. 122-133; Hibbert, pp. 107-109; Watson, pp. 106-111.
41. ↑  Galt, 1, pp. 315-316.
42. ↑  Ayling, pp. 122-123.
43. ↑  Bendiscioli, p. 285 §1 e Jones, p. 40.
44. ↑  Jones, p. 41.
45. ↑  Jones, p. 42.
46. 1 2  Barker, p. 361.
47. ↑  Ayling, pp. 154-160; Brooke, pp. 147-151.
48. ↑  Ayling, pp. 167-168; Hibbert, p. 140.
49. 1 2  Barker, North, p. 160.
50. ↑  Hibbert, p. 143.
51. ↑  Watson, p. 197.
52. ↑  Bendiscioli, p. 286, § 1.
53. ↑  Bendiscioli, pp. 286-287.
54. ↑  Jones, pp. 44-45.
55. ↑  Bendiscioli, p. 287, § 1.
56. ↑  Jones, p. 49.
57. ↑  Bendiscioli, pp. 289-290 e Jones, p. 50.
58. ↑  Trevelyan, p. 4.
59. 1 2  Cannon-Griffiths, pp. 510-511.
60. ↑  Brooke, pp. 180-182; 192; 223.
61. ↑  Hibbert, pp. 156-157.
62. ↑  Barker, p. 364, § 1.
63. ↑  Ayling, pp. 275-276.
64. ↑  Ayling, p. 284.
65. 1 2  Jones, p. 54.
66. ↑  Brooke, p. 221.
67. ↑  Treaty of Paris, 1783 Archiviato il 23 ottobre 2002 in Internet Archive.. U.S. Department of State. Consultato il 26 novembre 2010.
68. ↑  Adams, pp. 255-257, riportato in Ayling, p. 323 e in Hibbert, p. 165.
69. ↑  Hunt, p. 184.
70. 1 2 3   John Cannon, George III (1738–1820), in Oxford Dictionary of National Biography, Oxford University Press, settembre 2004. URL consultato il 29 ottobre 2008 (archiviato il 13 maggio 2013).
71. ↑  Galt, 2, p. 1.
72. ↑  Ayling, p. 281.
73. ↑  Hamilton, p. 192.
74. ↑  Brooke, pp. 250-251; Hibbert, p. 243; Pares, p. 120.
75. ↑  Hunt, p. 185.
76. ↑  Hunt, Pitt, p. 369.
77. ↑  Morgan, p. 354.
78. ↑  Morgan, p. 355.
79. ↑  Morgan, p. 352:

«Verso il 1765 già s'avvertivano i sintomi di una ripresa finanziaria e commerciale, dovuta in maniera tutt'altro che insignificante all'incidenza delle iniziative politiche di Pitt il Giovane.»
80. ↑  Doyle, p. 482.
81. ↑  Watson, pp. 272-279.
82. ↑  Brooke, p. 316; Carretta, pp. 262 e 297.
83. ↑  Brooke, p. 259.
84. ↑  Ayling, p. 218.
85. ↑  Brooke, p. 250.
86. ↑  Hibbert, p. 242.
87. ↑  L. J. Witts, pp. 479-480.
88. ↑  Per un quadro generale si veda Hunt, pp. 185-186.
89. ↑  Farquhar, p. 188.
90. ↑  Ayling, pp. 334-344; Brooke, p. 332; Fraser, p. 282
91. ↑  Hunt, Pitt, p. 376.
92. ↑  Ayling, pp. 338-342; Hibbert, p. 273.
93. ↑  Ayling, p. 345.
94. ↑  Ayling, pp. 349-350; Carretta, p. 285; Fraser, p. 282; Hibbert, pp. 301-302; Watson, p. 323.
95. ↑  Carretta, p. 275.
96. ↑  Hunt, p. 187 §1.
97. ↑  Ayling, pp. 181-182; Fraser, p. 282.
98. ↑  Bendiscioli, p. 310 §1.
99. ↑  Bendiscioli, p. 320, § 1.
100. ↑  Morgan, pp. 368-369 e Bendiscioli, p. 312 §2.
101. ↑  Morgan, pp. 369-370 e Trevelyan, 1973, p. 478.
102. ↑  Trevelyan, 1973, p. 478.
103. ↑  Trevelyan, 1973, p. 475.
104. 1 2  Morgan, p. 369.
105. ↑  Doyle, p. 473.
106. ↑  Hunt, Pitt, p. 371.
107. ↑  Trevelyan, 1973, p. 485:

«[Pitt] aveva preparato il paese e l'impero a questa prova suprema [cioè la guerra] con dieci anni di sana politica interna e con la legislazione canadese e indiana.»
108. ↑  Ayling, pp. 395-396 and Watson, pp.360–377
109. ↑  Trevelyan, 1973, p. 484.
110. ↑  Trevelyan, 1973, p. 488 e Ferro, p. 271.
111. ↑  Ayling, pp. 408-409.
112. ↑  Weir, p. 286.
113. ↑  Ayling, p. 411, Bihlmeyer - Tuechle, p. 177 e George III (b).
114. ↑  Hibbert, p. 313.
115. ↑  Ayling, p. 414; Brooke, p. 374; Hibbert, p. 315.
116. ↑  Hunt, Pitt, p. 379.
117. ↑  Watson, pp. 402-409.
118. ↑  Ayling, p. 423.
119. ↑  Trevelyan, 1973, p. 489.
120. ↑  Trevelyan, 1973, p. 490.
121. ↑  Colley, p. 225.
122. 1 2  Hunt, p. 189.
123. ↑  Hunt, Pitt, p. 382.
124. ↑  Ferro, p. 283.
125. ↑  Hunt, Pitt, p. 383.
126. ↑  Trevelyan, 1973, p. 491.
127. ↑  Trevelyan, 1973, p. 492.
128. ↑  Trevelyan, p. 492.
129. ↑  Hunt, p. 190.
130. ↑  Ferro, p. 285.
131. ↑  Trevelyan, p. 513.
132. ↑  Pares, p. 139
133. ↑  Hamilton, Perceval, p. 378.
134. ↑  Ayling, pp. 441-442.
135. ↑  Bendiscioli, p. 332.
136. ↑  Bendiscioli, p. 330, § 2.
137. ↑  Lloyd, pp. 175-179.
138. ↑  Lloyd, p. 188.
139. ↑  Brooke, p. 381; Carretta, p. 340.
140. 1 2  Hibbert, p. 396.
141. ↑  Brooke, p. 383; Hibbert, pp. 397-398.
142. ↑  Fraser, p. 285; Hibbert, pp. 399-402.
143. ↑  Hamilton, pp. 199-200.
144. ↑  Galt, 2, p. 374.
145. ↑  Morgan, p. 372.
146. ↑  Galt, 2, p. 374; p. 388 e George III.
147. ↑  Galt, 2, p. 388.
148. ↑  Galt, 2, pp. 395-398.
149. 1 2 3  Hunt, p. 191, § 1.
150. ↑  Hibbert, p. 408.
151. ↑  Hamilton, p. 201.
152. 1 2  Queen Charlotte.
153. ↑  Ayling, p. 194; Brooke, pp. xv, 214 e 301.
154. ↑  Brooke, p. 215.
155. ↑  Ayling, p. 195.
156. ↑  Ayling, pp. 196-198 e Mandelbrote-Taylor, pp. 296-317.
157. ↑  Carretta,  pp. 92–93, 267–273, 302–305 e 317.
158. ↑  Watson, pp. 10-11.
159. ↑  Joseph A. Schwarcz, Come si sbriciola un biscotto?, pag. 162.
160. 1 2  Watt, p. 123.
161. ↑  Brooke, p. 260; Fraser, p. 277
162. ↑  Hunt, p. 180 §2.
163. ↑  Brooke, pp. 272-282; Cannon-Griffiths, p. 498.
164. ↑  Ayling, p. 220.
165. ↑  Hamilton, p. 193.
166. ↑  Hamilton, pp. 193-194.
167. ↑  George IV.
168. ↑  Hunt, p. 190, § 2 e Stephens, pp. 234-235.
169. ↑  Hibbert, p. 280.
170. ↑  Brooke, p. 384.
171. ↑  Carretta, pp. 99–101 e 123–126.
172. ↑  Reitan, p. VIII of Introduction.
173. ↑  Si veda il saggio steso da Macalpine-Hunter, che riassume nel complesso le nuove posizioni storiografiche riguardo alla figura di re Giorgio.
174. ↑  Thomas, pp. 16-31.
175. ↑  Ayling, p. 121.
176. ↑  Weir, p. 286 e Brooke, p. 390.
177. ↑  Brooke, p. 390.
178. ↑  Pinches, pp. 215-216.
179. ↑  Shaw, pp. 44-45.
180. ↑  Shaw, pp. 96-97.
181. 1 2  (EN) G.E.C., The complete peerage of England, Scotland, Ireland, Great Britain, and the United Kingdom : extant, extinct, or dormant, a cura di Vicario Hibbs e Arthur Doubleday, The St. Catherine press, 1913,  pp. 450-451.